# Bundesautobahn 81
Die Bundesautobahn 81 (Abkürzung: BAB 81) – Kurzform: Autobahn 81 (Abkürzung: A 81) – ist eine Autobahn im Südwesten Deutschlands. Sie führt von der A 3 bei Würzburg über Heilbronn, Stuttgart und Singen bis nach Gottmadingen an der schweizerischen Grenze. Die A 81 durchquert dabei das Bundesland Baden-Württemberg von Nord nach Süd, lediglich einige wenige Kilometer am Beginn der Strecke liegen in Bayern.
Der mittlere Streckenabschnitt zwischen Heilbronn zur A 8 am Dreieck Leonberg bei Stuttgart wurde bereits zur Zeit des Nationalsozialismus fertiggestellt, während die Teilstücke von Würzburg nach Heilbronn und von Stuttgart nach Singen im Wesentlichen aus den 1970er Jahren stammen. Ende der 1980er Jahre wurde die Autobahn schließlich noch um einige Kilometer hinter Singen bis kurz vor die Schweizer Grenze verlängert.
In ihrer gesamten Länge ist die BAB 81 Bestandteil der E 41 (Dortmund–Altdorf UR), im südlichsten Teil zwischen dem Kreuz Hegau und dem Autobahnende bei Gottmadingen auch der E 54. Der südlich von Stuttgart gelegene Abschnitt wird aufgrund der Anbindung des Großraums Stuttgart mit der Bodenseeregion auch als Bodenseeautobahn bezeichnet. Eine weitere umgangssprachliche Bezeichnung für die Autobahn ist Spätzle-Highway.

## Streckenverlauf

### Würzburg – Heilbronn
Die Autobahn beginnt am Autobahndreieck Würzburg-West, wo sie von der BAB 3 in südliche Richtung abzweigt. Im Dreieck selbst befinden sich Vorleistungen für einen Weiterbau nach Norden, da zum Bauzeitpunkt geplant war, die Autobahn nordwestlich um Würzburg herum bis zur BAB 7 zu führen. Gleich hinter der ersten Anschlussstelle wechselt die Autobahn nach wenigen Kilometern von Bayern nach Baden-Württemberg. Der nachfolgende Verlauf ist geprägt durch hügeliges und waldreiches Gebiet mit mehreren größeren Flusstälern, für deren Überquerung zahlreiche Talbrücken errichtet wurden. Durch das Bauland am östlichen Rand des Odenwalds und den westlichsten Teil der Hohenloher Ebene führt die Autobahn in südwestliche Richtung. Bevor der Heilbronner Raum erreicht wird, durchquert sie in einem Tunnelbauwerk einen Höhenzug.
Direkt nach dem Tunnel kreuzt am Kreuz Weinsberg die BAB 6. Die Hauptfahrbahn der von Würzburg kommenden BAB 81 mündet dabei in die Fahrbahn der von Mannheim kommenden BAB 6 ein, die hier von Westen nach Süden verschwenkt und südlich des Kreuzes die Fahrbahn der nach Stuttgart weiterführenden BAB 81 bildet. Aus Richtung Stuttgart kommend muss man daher die Hauptfahrbahn verlassen, um der BAB 81 weiter nach Würzburg zu folgen. Dies gilt auch für die BAB 6 von Heilbronn weiter in östliche Richtung nach Nürnberg. Der Grund hierfür ist, dass die verkehrsintensivste Relation Mannheim–Stuttgart noch vor dem Zweiten Weltkrieg als erste gebaut wurde, die nach Norden bzw. Osten weiterführenden Äste erst in den 1970er Jahren.

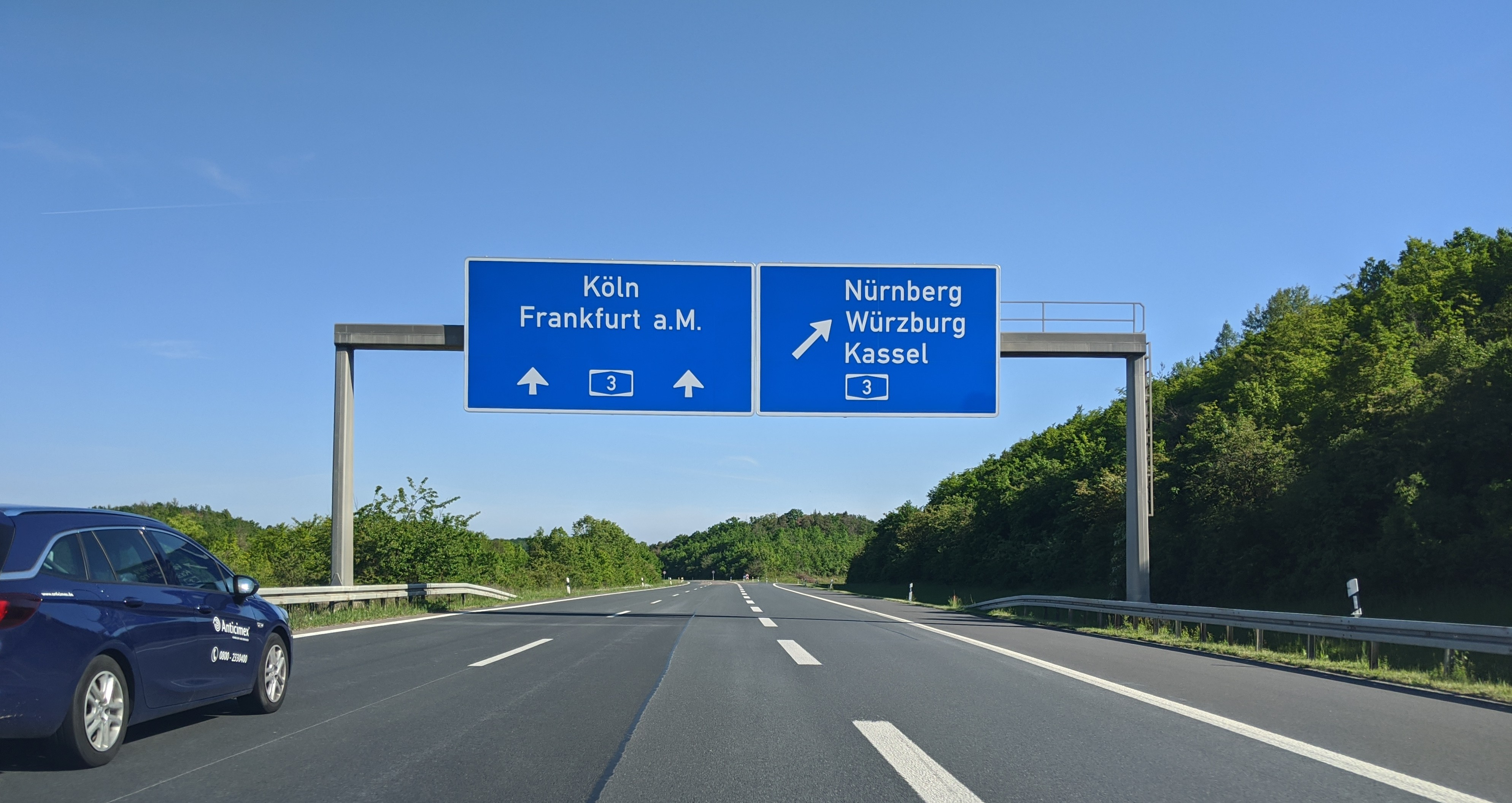
Autobahnbeginn am Dreieck Würzburg-West
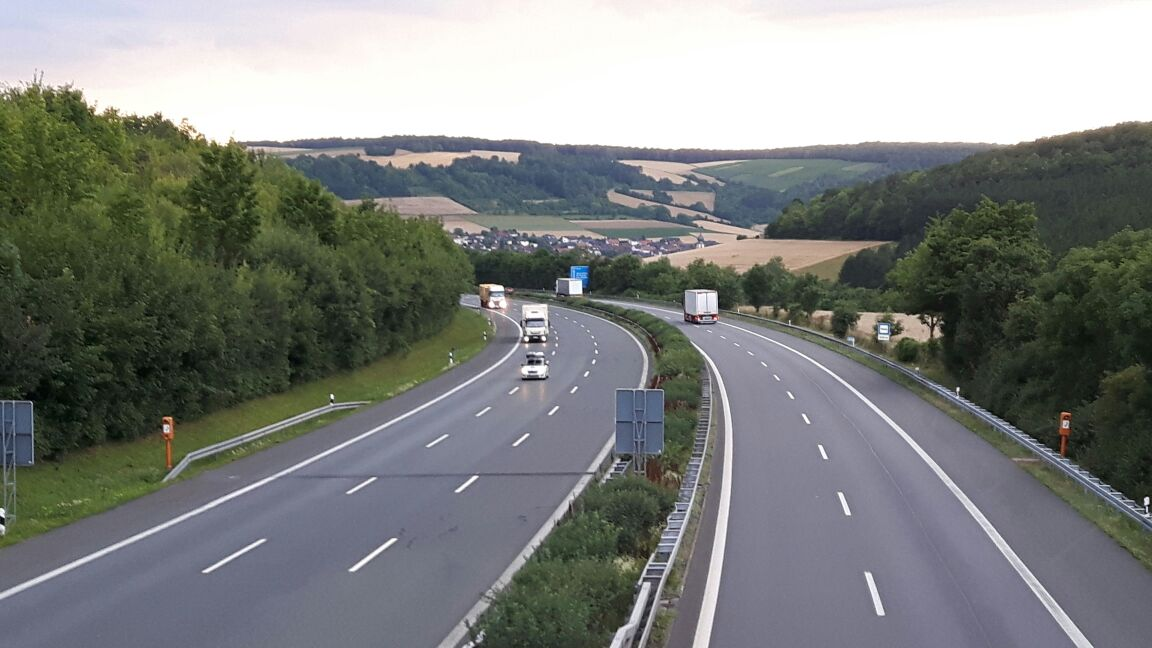
Abstieg ins Taubertal
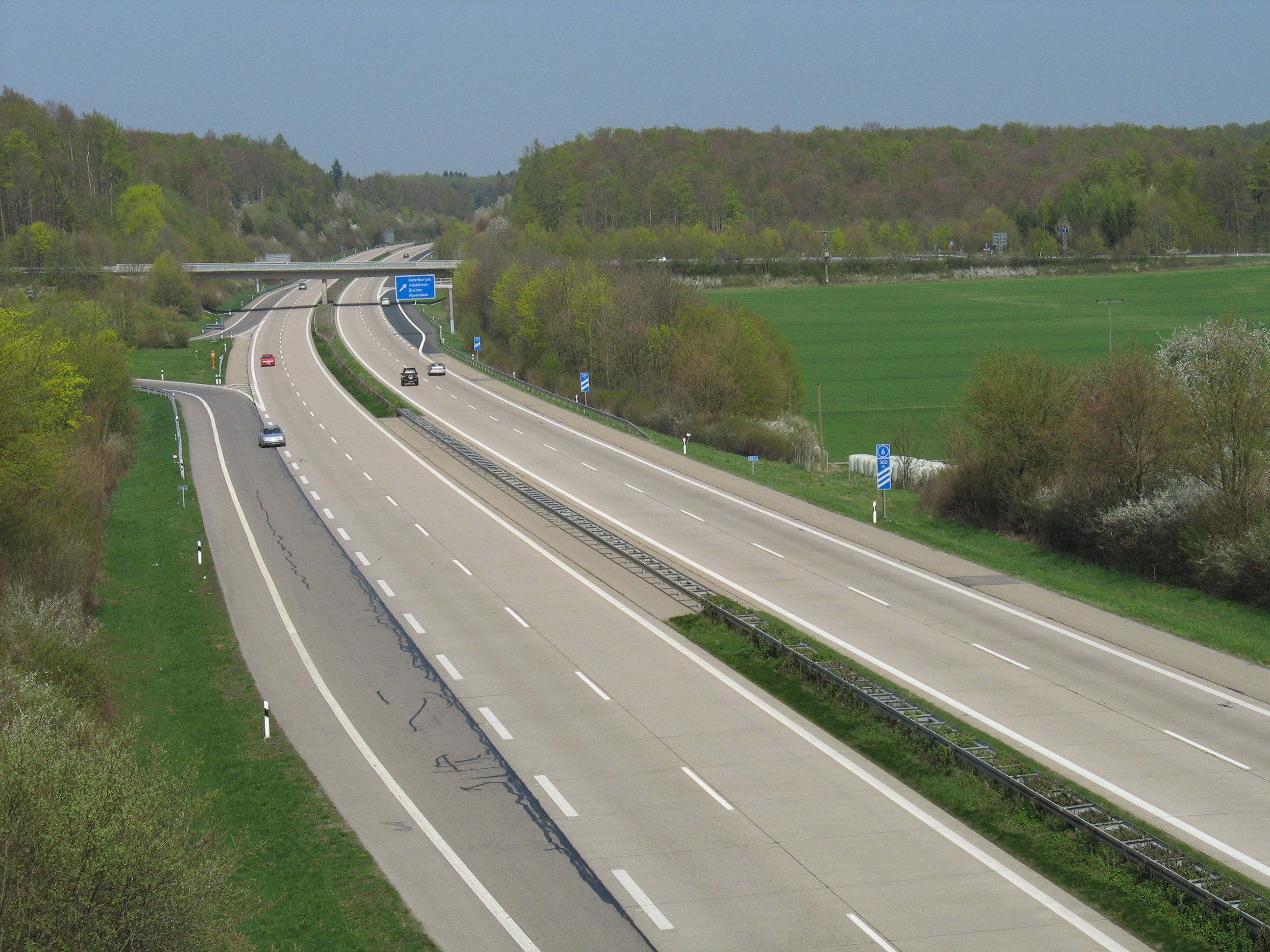
Bei Osterburken
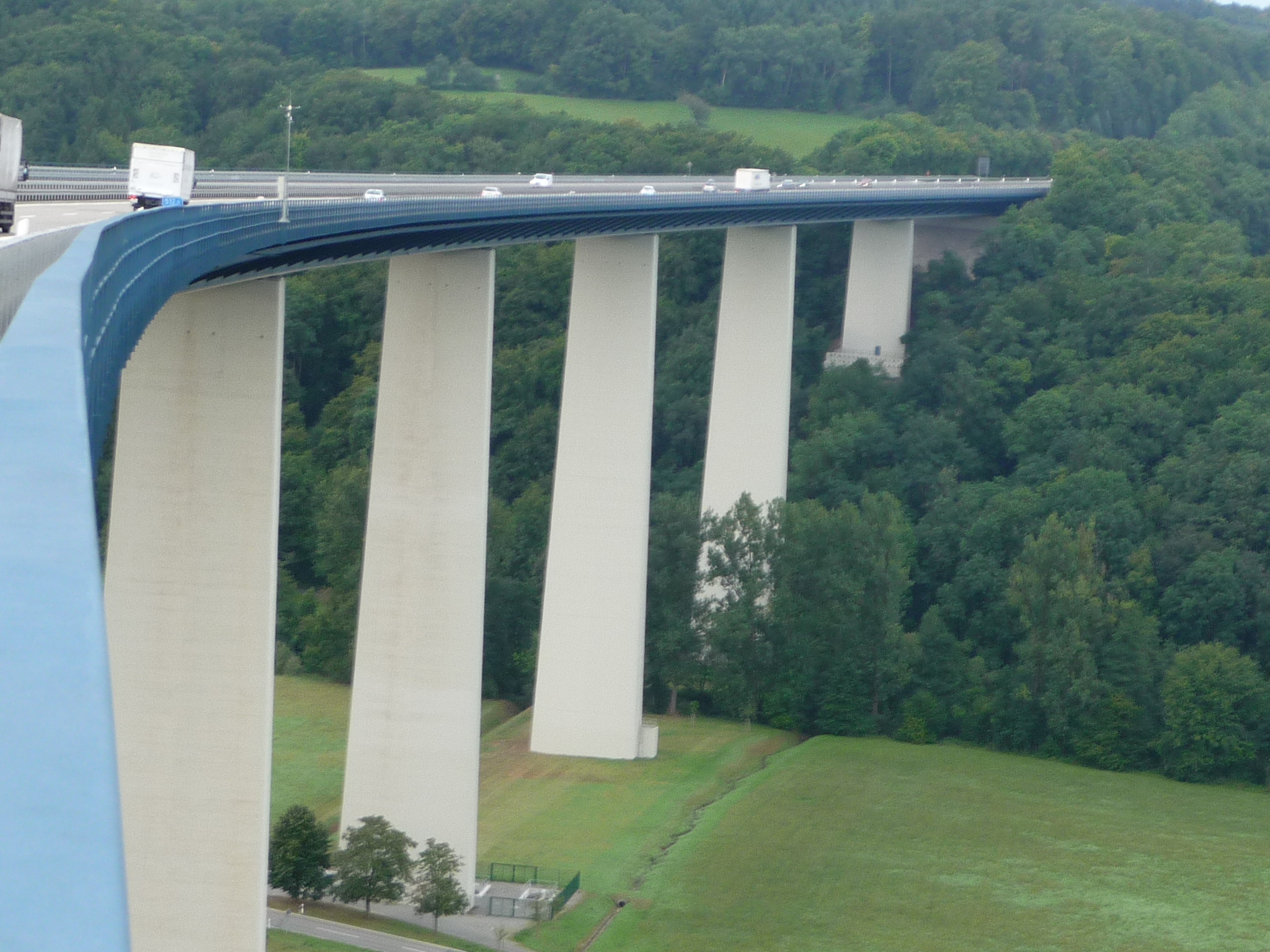
Jagsttalbrücke

### Heilbronn – Stuttgart
Das Teilstück südlich des Kreuzes Weinsberg bis zur Einmündung in die BAB 8 bei Leonberg ist das älteste der gesamten BAB 81 und stammt aus den 1930er Jahren, was sich anhand der für die damalige Zeit typischen Streckenführung, die starke Längsneigungen und einen vergleichsweise schärferen Kontrast zwischen Geraden und Kurven aufweist, bemerkbar macht. Aufgrund des starken Verkehrsaufkommens wurde sie schon in den 1970er Jahren größtenteils auf sechs Fahrstreifen erweitert. Zunächst wird nach Verlassen des Kreuzes der westlichste Ausläufer des Schwäbischen Walds durchquert, wodurch Heilbronn weiträumig umgangen wird. Das Neckarbecken wird erreicht, und bis in Höhe von Pleidelsheim, wo der Neckar zum ersten Mal überquert wird, folgt die Autobahn in einiger Entfernung der rechten Seite des Flusses.
Sie führt an Ludwigsburg vorbei und erreicht den dicht besiedelten Stuttgarter Raum mit seinen zahlreichen Vorstädten. Die baden-württembergische Landeshauptstadt wird dabei sehr weiträumig westlich umgangen; über die autobahnähnliche B 10 gelangt man in die Stuttgarter Innenstadt. Die anschließende Strecke bis zum Dreieck Leonberg, wo die Hauptfahrbahn der BAB 81 in die der BAB 8 einmündet, blieb lange vierspurig und war jahrzehntelang aufgrund ihrer starken Längsneigungen und des fehlenden Standstreifens ein unfallträchtiges Nadelöhr. In diesem Bereich wurde der Engelberg in einem 1938 fertiggestellten Scheiteltunnel, der als erster Autobahntunnel in Deutschland gebaut wurde, unterquert. Erst 1998 wurde die alte Autobahntrasse mit Eröffnung des tiefer liegenden Engelberg-Basistunnels geschlossen und der Abschnitt durch den nun vollendeten sechsstreifigen Ausbau entschärft. Direkt nach dem Ausgang des heutigen Basistunnels folgt das Dreieck Leonberg, wo die BAB 81 nun einige Kilometer auf derselben Fahrbahn wie die BAB 8 nach Osten führt. Dieser Abschnitt muss den Verkehr gleich zweier Autobahnen aufnehmen und wurde daher achtstreifig ausgebaut.

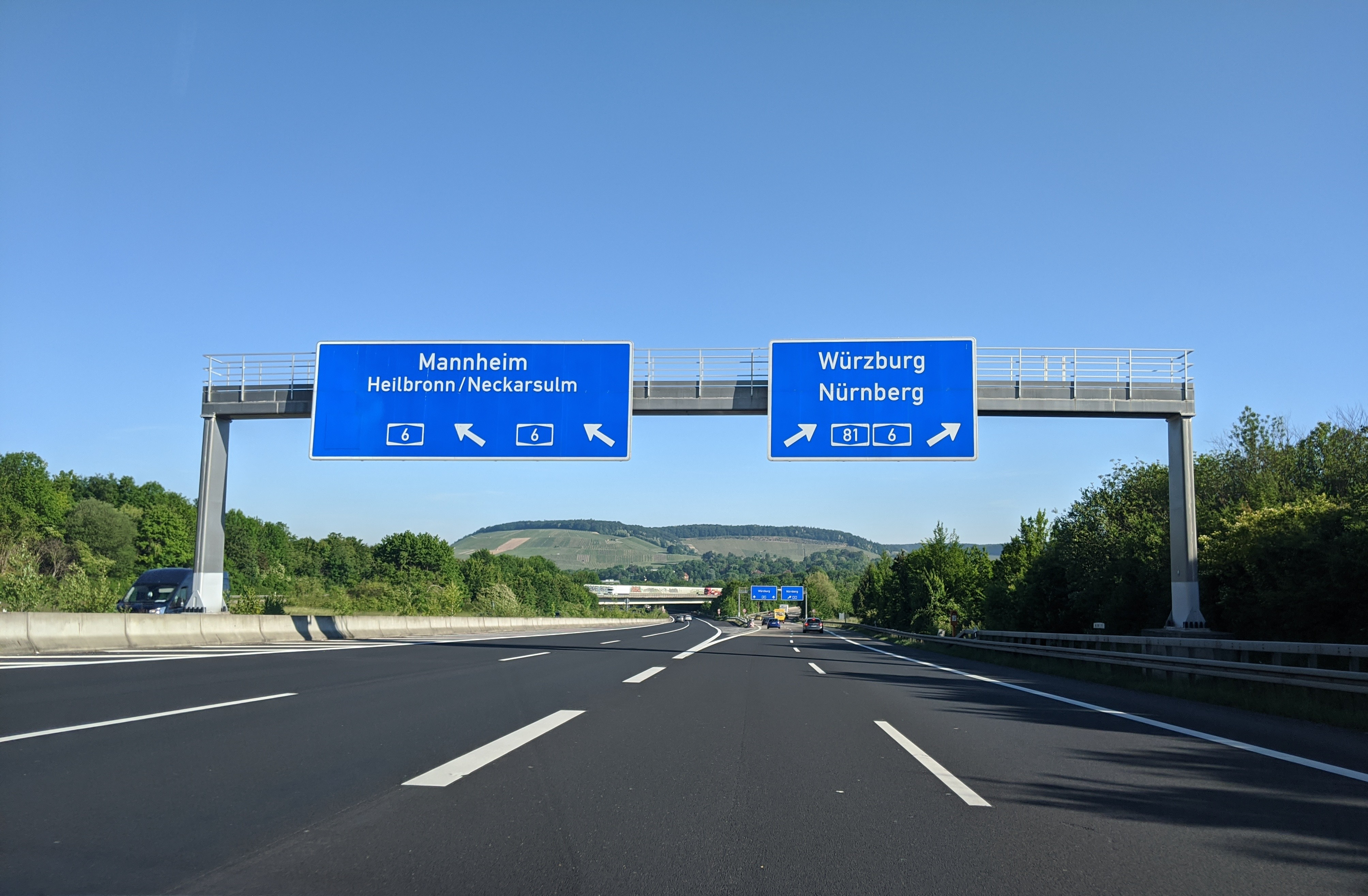
Fahrbahnaufteilung am Kreuz Weinsberg
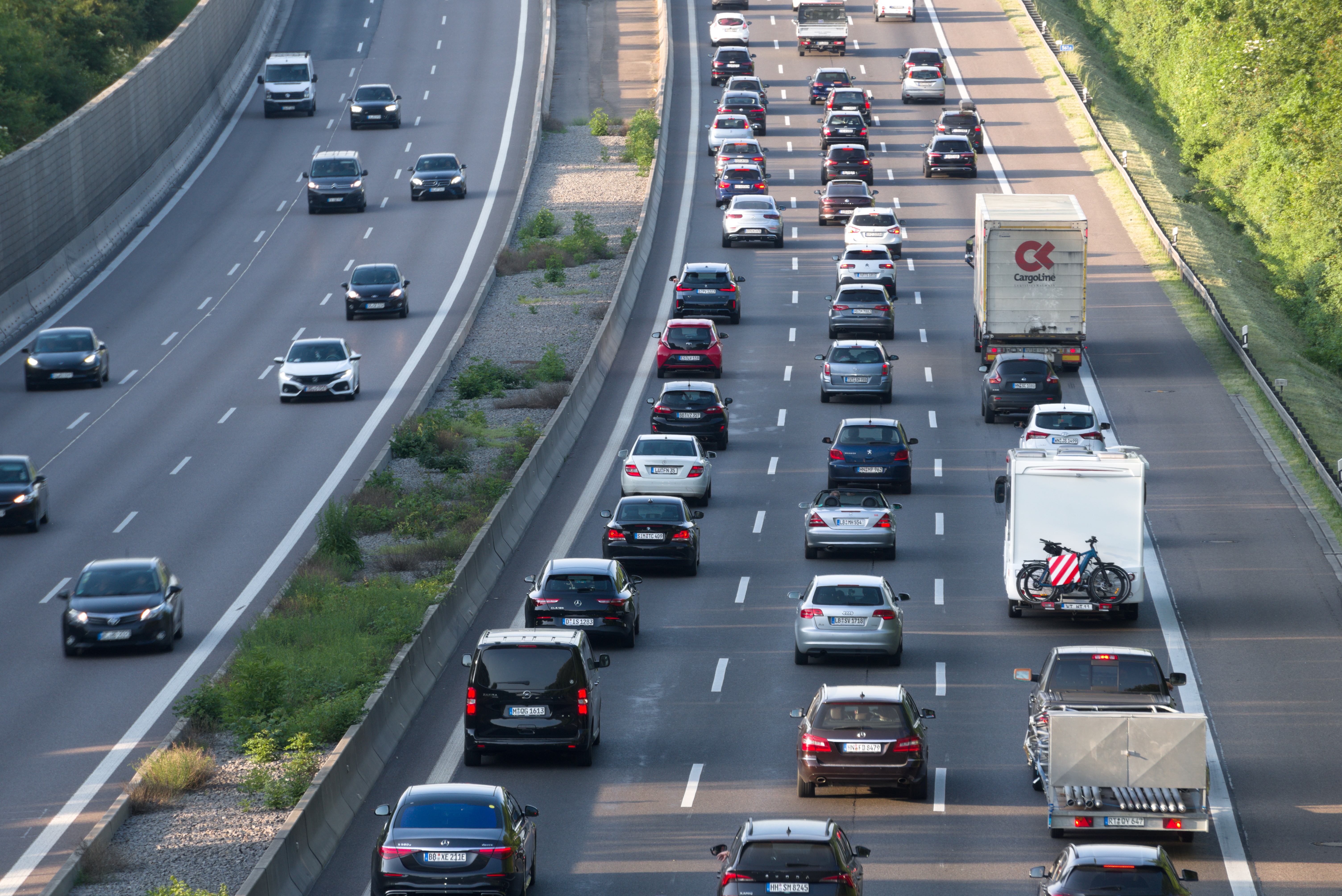
Feierabendverkehr bei Freiberg am Neckar
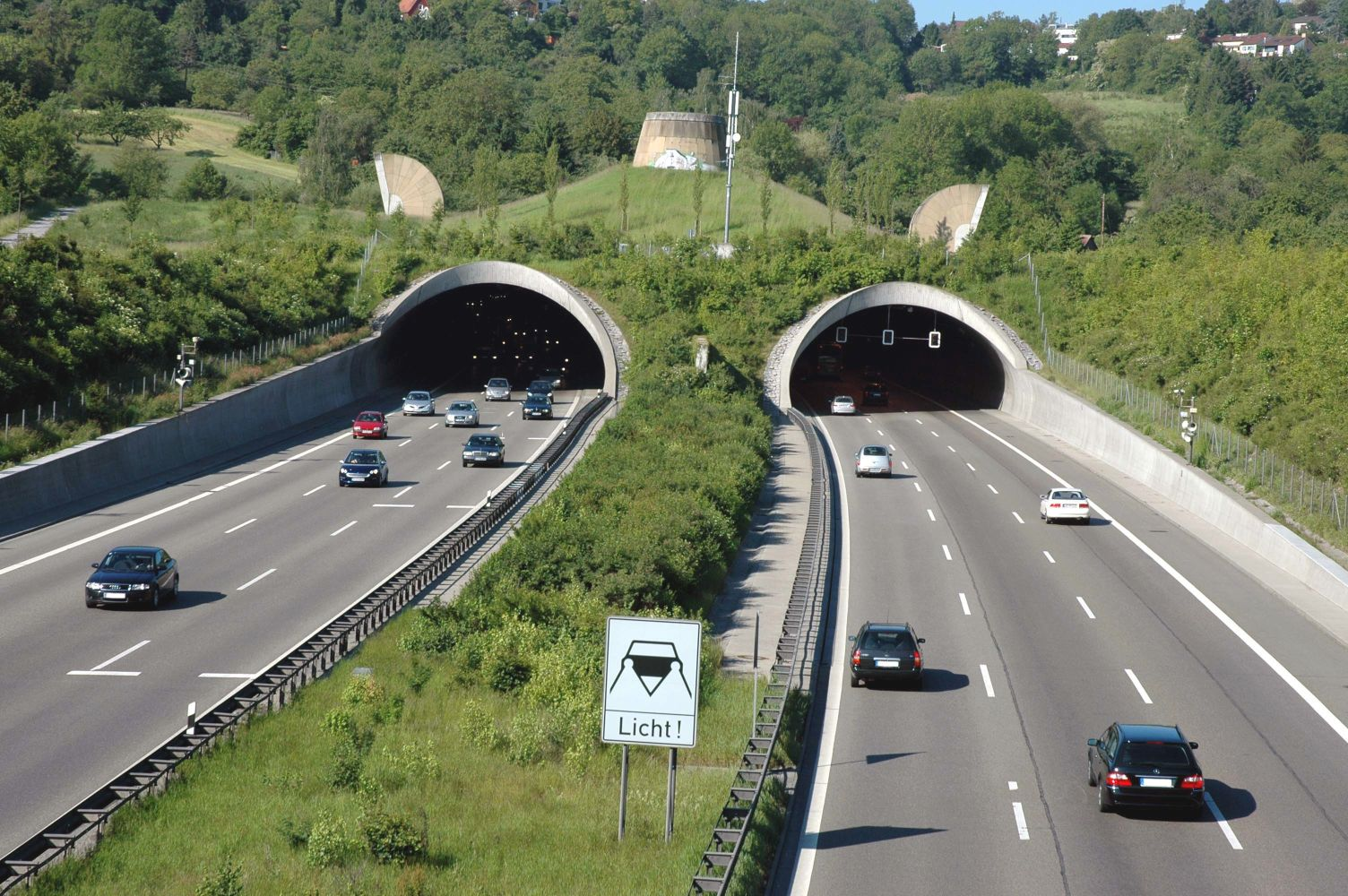
Nordportal des Engelbergtunnels
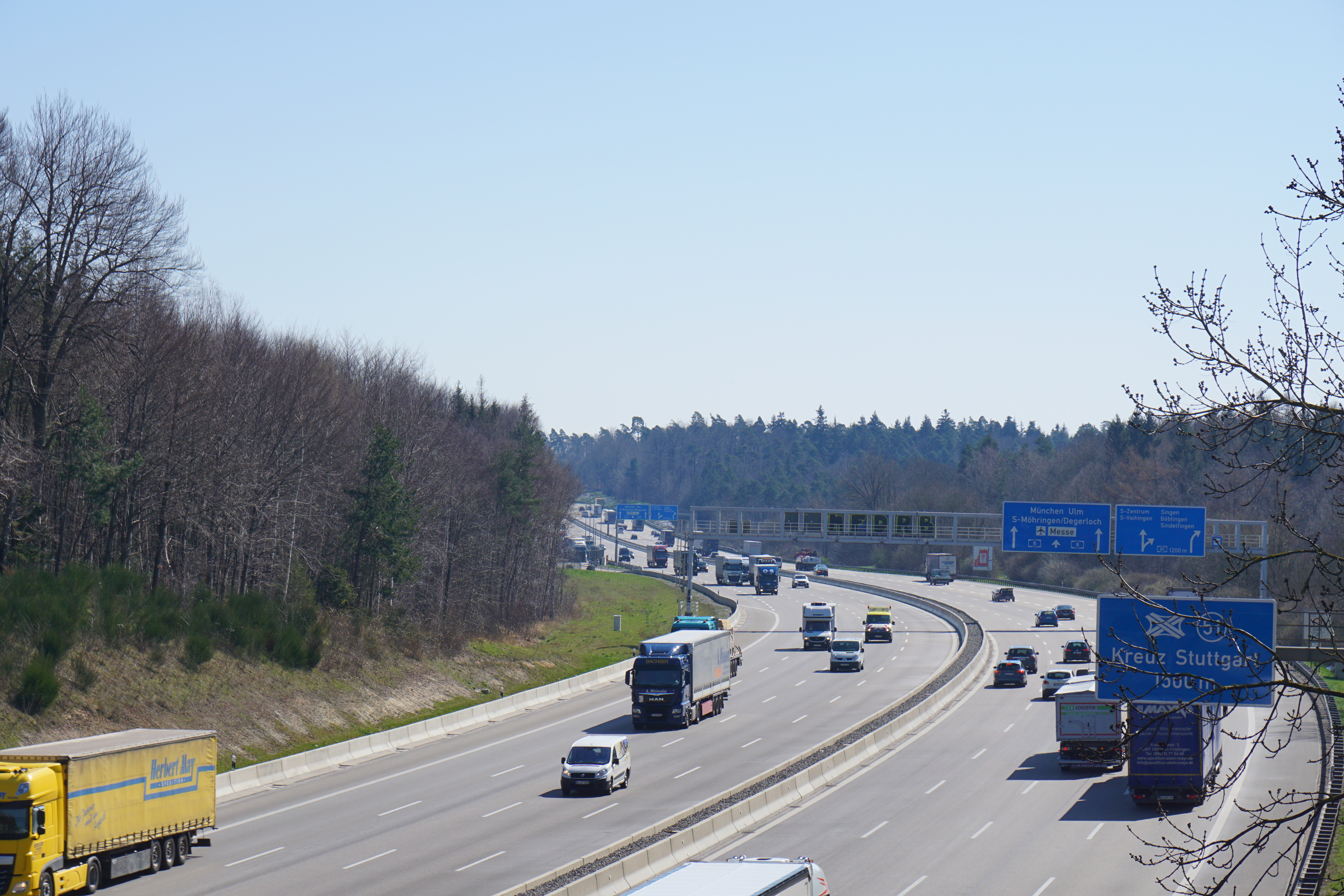
Gemeinsame, achtstreifige Trasse mit BAB 8 zwischen Dreieck Leonberg und Kreuz Stuttgart

### Stuttgart – Schaffhausen
Am Kreuz Stuttgart führt die BAB 81 wieder auf eine eigene Trasse. In entgegengesetzte Richtung führt diese auf die BAB 831 nach Stuttgart-Vaihingen. Zunächst werden die beiden zusammengewachsenen Städte Böblingen und Sindelfingen durchquert, wobei die Stadtgrenze teilweise mit dem Autobahnverlauf zusammenfällt. Die Anschlussstelle Gärtringen ist wie ein Autobahnkreuz ausgebaut und zeugt von den ursprünglichen Planungen, die BAB 81 auf direktem Weg mit der Strecke nördlich von Leonberg zu verbinden. Der Abschnitt vom Kreuz Stuttgart bis Gärtringen gehörte daher einige Zeit zur BAB 831 und wechselte in Gärtringen die Nummer. Nachdem die Planungen für den Lückenschluss aufgegeben wurden, legte man die BAB 81 über das Kreuz Stuttgart auf die gemeinsame Trasse mit der BAB 8 und die BAB 831.
Zwischen Gärtringen und Herrenberg wird mit dem Schönbuchtunnel der Schönbuch an seinem westlichen Ende unterquert. Danach folgt ein Verlauf in südwestliche, später südliche Richtung durch die Oberen Gäue zwischen Schwarzwald im Westen und Schwäbischer Alb im Osten. Bei Horb am Neckar wird der Neckar zum zweiten Mal überquert – die 127 m hohe Neckartalbrücke Weitingen ist das höchste Bauwerk der BAB 81. Auch sonst weist der Streckenabschnitt zahlreiche weitere hohe Brückenbauwerke auf, zum Beispiel die 95 m hohe Neckarburgbrücke und die 89 m hohe Eschachtalbrücke bei Rottweil.
Bis Villingen-Schwenningen folgt die BAB 81 wieder dem Verlauf des Neckars, der nördlich von Rottweil zum dritten Mal überquert wird. Kurz vor Villingen-Schwenningen folgt dann die vierte und letzte Neckarquerung. In diesem Bereich ist der Fluss allerdings noch sehr schmal, da die Quelle im Schwenninger Moos nur wenige Kilometer flussaufwärts liegt. Die Autobahn erreicht die Hochebene der Baar, die sich rund 700 m über dem Meeresspiegel befindet. Am Dreieck Bad Dürrheim zweigt die nur wenige Kilometer lange BAB 864 nach Donaueschingen ab, die als Vorleistung für eine nie realisierte BAB 86 durch den Schwarzwald nach Freiburg gebaut wurde.
Hinter dem Autobahndreieck führt die BAB 81 bei Geisingen hinab in das Tal der oberen Donau, die hier noch ein sehr schmaler Fluss ist. Anschließend folgt ein Aufstieg über mehrere Kilometer zur Europäischen Hauptwasserscheide und direkt danach ein kurviger und weitläufiger Abstieg in den Hegau. Der sogenannte Hegaublick ist mit 782 m Höhe über NHN der dritthöchste Autobahnpunkt Deutschlands – nach der BAB 7 bei Nesselwang und der BAB 8 bei Hohenstadt. Der eigentliche Hegaublick (mit Parkplatz und dem gleichnamigen Restaurant) befindet sich in der Nähe des Passes an der alten Bundesstraße. An klaren Tagen kann man von hier aus zahlreiche Gipfel der Alpen sehen. Am Kreuz Hegau schwenkt die Fahrbahn der BAB 81 nach Westen, gleichzeitig werden die B 33 nach Konstanz und der östliche Abschnitt der BAB 98 nach Stockach angebunden. An Singen vorbei unterquert die Autobahn in zwei Tunnelbauwerken einige der Hegauberge, ehe sie an einem Kreisverkehr zwischen Gottmadingen und Bietingen in die B 34 mündet. Über diese erreicht man den nur etwa zwei Kilometer nordwestlich gelegenen Grenzübergang Bietingen/Thayngen, von dem auf schweizerischer Seite die A4 nach Schaffhausen und Zürich führt.

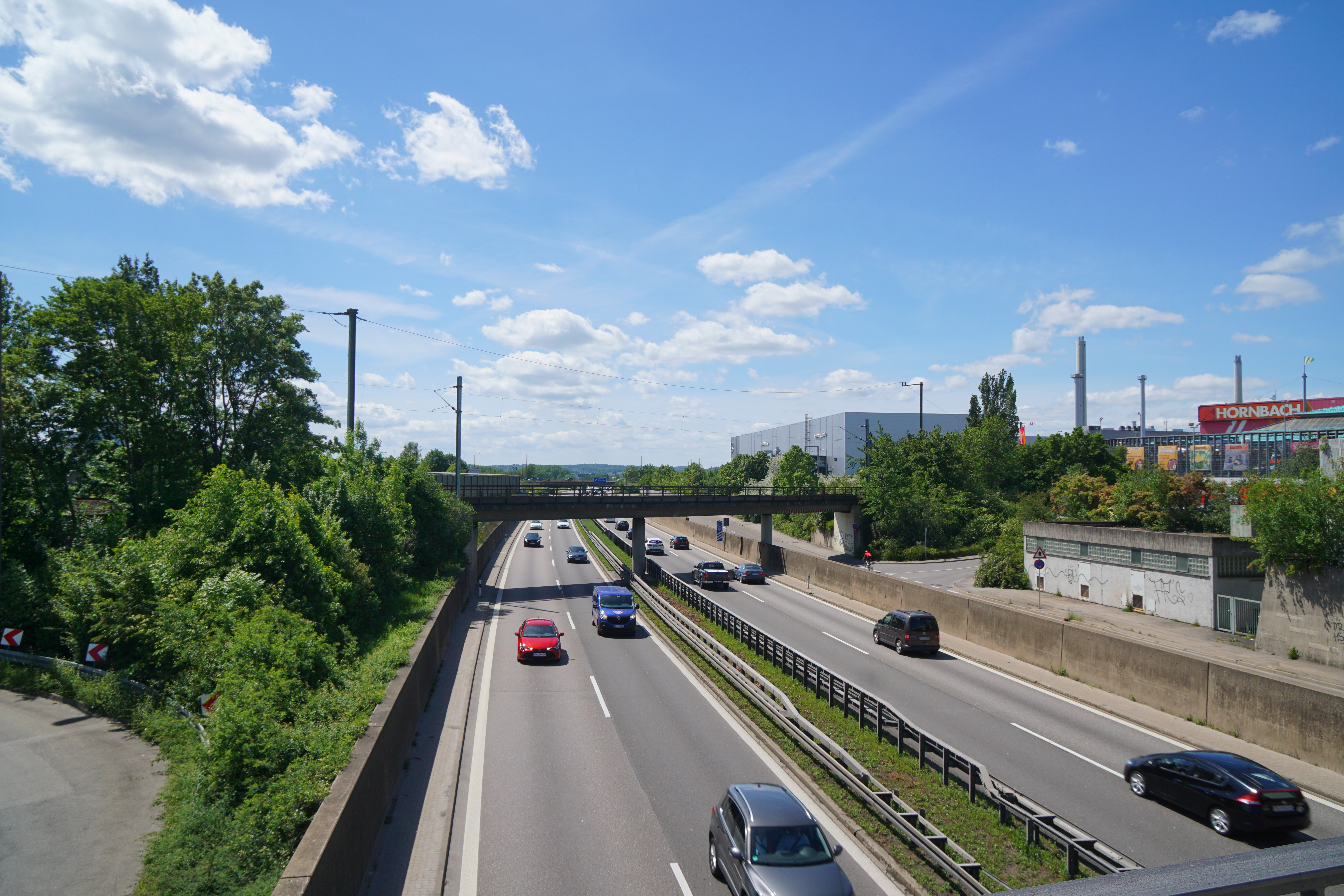
Zwischen Böblingen (l) und Sindelfingen (r), Brücke der Rankbachbahn.
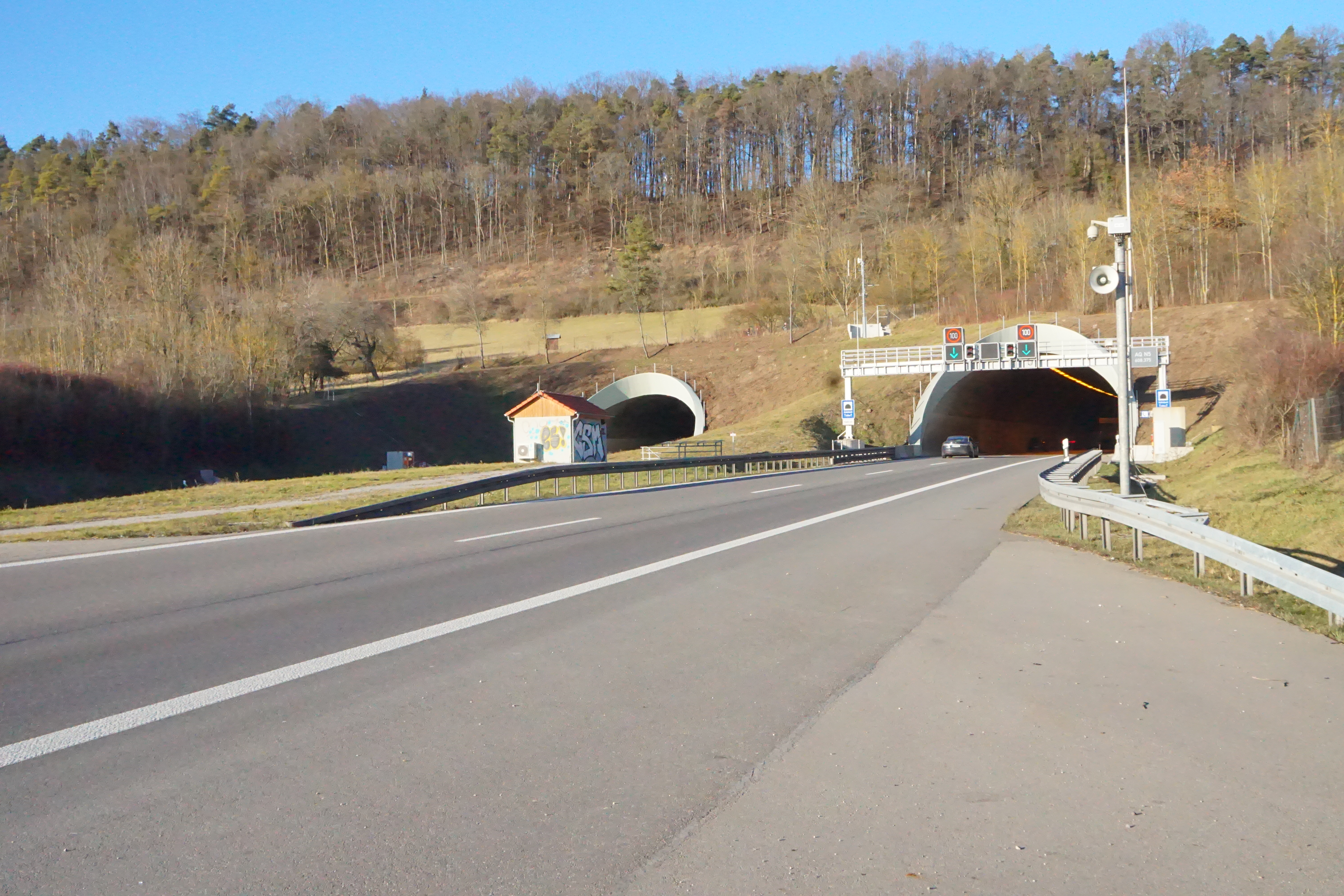
Schönbuchtunnel Südportal
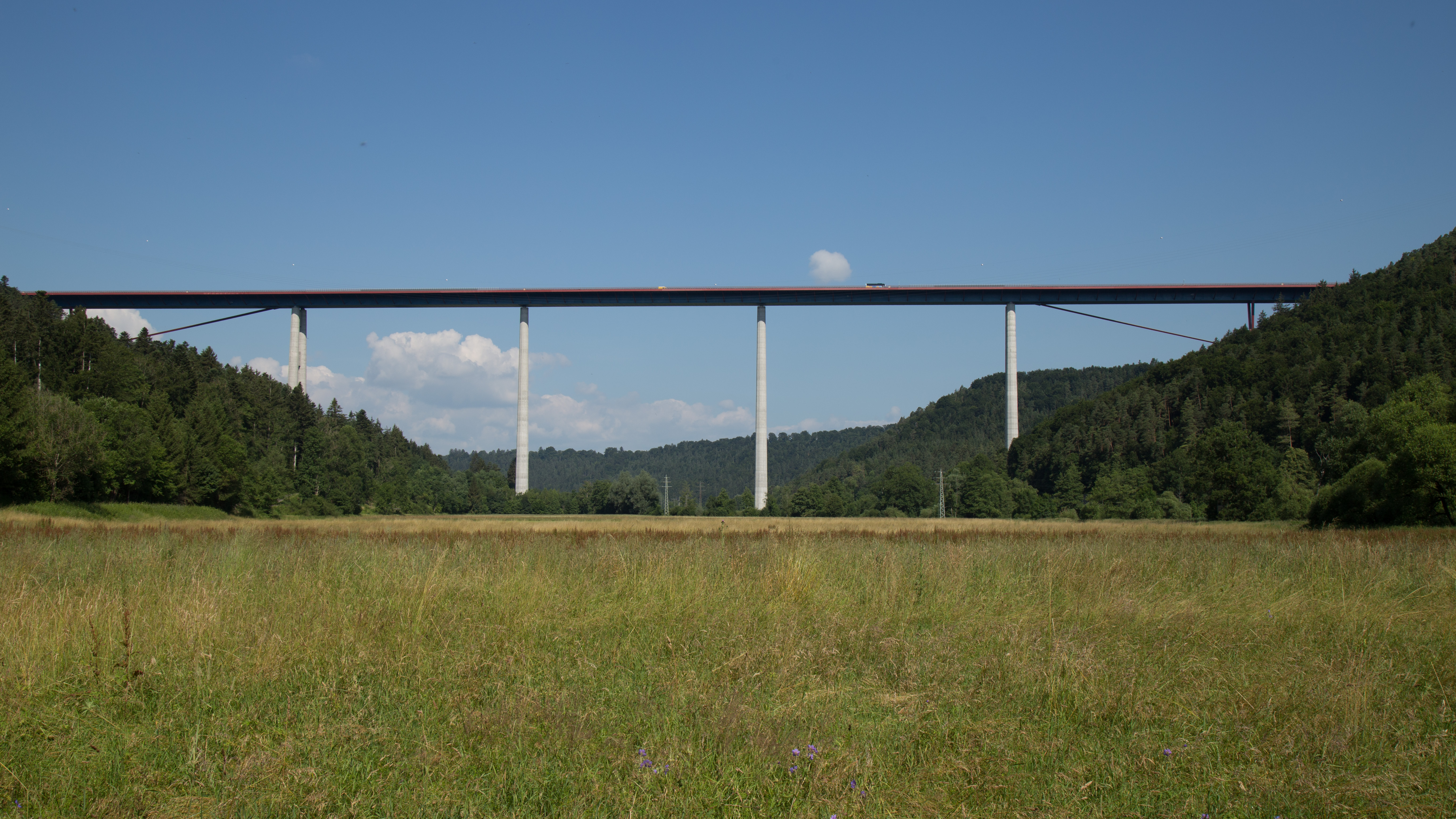
Neckartalbrücke bei Weitingen
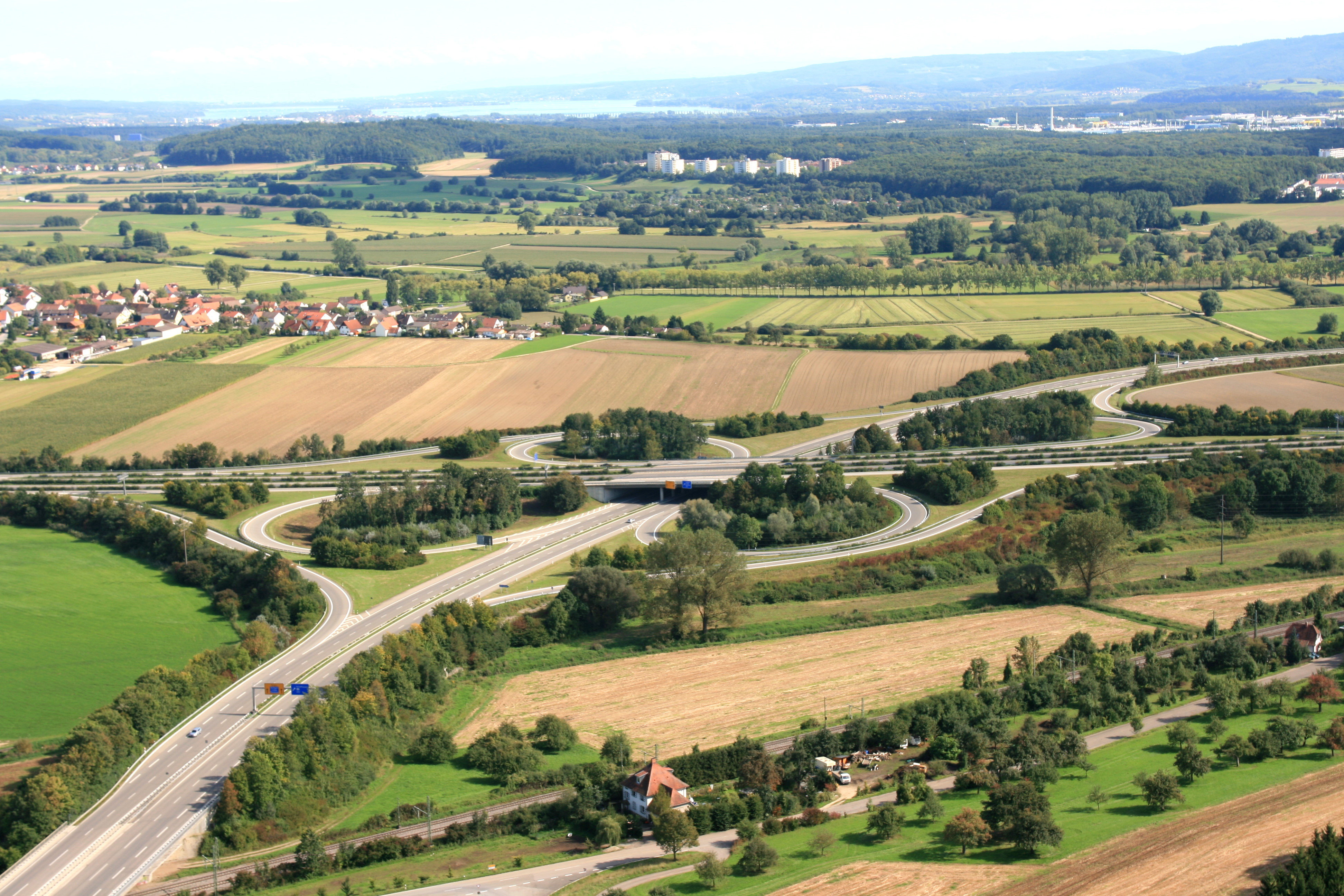
Anschlussstelle Singen

## Geschichte

### Erste Planungen
Fernstraßen, die dem Kraftverkehr vorbehalten sind, wurden erstmals mit fortschreitender Motorisierung in den 1920er Jahren zu Zeiten der Weimarer Republik geplant. Nach Vorbild der italienischen Autostrada dei Laghi initiierte die unter Führung des Bauingenieurs Robert Otzen im Oktober 1924 gegründete Studiengesellschaft für Automobilstraßenbau Pläne für die zukünftige Entwicklung des deutschen Straßennetzes, zumal mit fortschreitender Motorisierung der Bedarf nach neuen Straßen vorhanden war. Ein Plan der Studiengesellschaft vom März 1926 enthielt ein angedachtes Netz aus leistungsfähigen Fernstraßen, die je nach erwarteter Dringlichkeit der Planung in Straßen I. und II. Ordnung unterteilt waren.
Als Straße dieser zweiten Ausbaustufe war die Linie Eberbach – Heilbronn – Stuttgart – Tübingen – Hechingen – Donaueschingen – Tengen – Singen – Stein am Rhein (Schweiz) mit einem Abzweig bei Thayngen über Schaffhausen nach Zürich vorgesehen. Eine direkte Verbindung von Würzburg nach Heilbronn, wie sie die heutige BAB 81 darstellt, fehlte damals allerdings. Ebenso führte die Linie von Stuttgart an die Schweizer Grenze deutlich weiter östlich als die heute bestehende Trasse über Herrenberg, Horb am Neckar, Sulz am Neckar, Oberndorf am Neckar, Rottweil und Engen nach Singen.
Der im November 1926 ebenfalls von Otzen gegründete Verein zum Bau einer Straße für den Kraftwagen-Schnellverkehr von Hamburg über Frankfurt a. M. nach Basel (HaFraBa) entwarf eine Fernstraße von Hamburg über Frankfurt am Main bis an die Schweizer Grenze bei Basel. Hieraus entwickelten sich weitere Pläne, die letztendlich ein Netz aus derartigen Straßen, damals als Nur-Autostraßen bezeichnet, enthielten. Bereits der erste Plan von April 1927 enthielt eine angedachte Verbindung von Stuttgart nach Zürich. Ein weiterer Plan von Theodor Golder sah sogar eine modifizierte Variante der HaFraBa-Hauptstrecke vor, die nicht entlang des Rheintals, sondern von Heidelberg aus weiter über Stuttgart an die Schweizer Grenze in Richtung Zürich verlief. Angedacht war letztlich sogar eine Weiterführung über den Gotthard und Mailand bis nach Genua.
Während der Zeit der Weimarer Republik kam es jedoch zu keinerlei Aufnahme der Planungen staatlicherseits, somit auch zu keinem Baubeginn für eine dieser Strecken. Der Bau für die erste dem Kraftverkehr vorbehaltene Straße in Deutschland begann im Oktober 1928 zwischen Köln und Bonn, war allerdings ein Projekt der rheinischen Provinzialregierung und des Kölner Oberbürgermeisters Konrad Adenauer. Um 1929 fand für derartige Straßen erstmals – in Anlehnung an die Eisenbahn – der Begriff „Autobahn“ Verwendung. Die offiziell noch Kraftwagenstraße Köln–Bonn genannte Autobahn wurde am 6. August 1932 eröffnet.

### Reichsautobahnbau

#### Netzpläne und Bezeichnungen
Nach der Machtergreifung im Januar 1933 errichteten die Nationalsozialisten unter Adolf Hitler ein totalitäres Regime und führten, obwohl den Autobahnplanungen der Weimarer Republik bisher ablehnend gegenüberstehend, die Planungen für das Autobahnnetz weiter voran. Mit dem Erlass des „Gesetzes über die Errichtung eines Unternehmens Reichsautobahnen“ am 27. Juni 1933 wurde Fritz Todt zum Generalinspekteur für das Deutsche Straßenwesen ernannt und die Planungen der Studiengesellschaft für Automobilstraßenbau bzw. der HaFraBa mehr oder weniger übernommen. Letztgenannter Verein wurde hierfür sogar in GEZUVOR (Gesellschaft zur Vorbereitung der Reichsautobahnen e. V.) umbenannt, um das Autobahnnetz wahrheitswidrig als alleinige Erfindung Adolf Hitlers und des NS-Regimes zu propagieren. Aus demselben Grund stufte man noch im Februar 1933 die Kraftwagenstraße zwischen Köln und Bonn zur Landstraße ab.
In den Netzplänen der ersten Jahre unter der NS-Herrschaft finden sich noch unterschiedliche Netzschemata, bei denen einige Strecken nur vereinzelt aufgeführt waren. So taucht eine Strecke Stuttgart–Bodenseeregion als „Ergänzungsstrecke“ schon im Plan von Dezember 1933 auf, ehe sie einige Jahre lang nicht mehr in Netzplänen auftaucht und erst Ende 1937 wieder als Ergänzungsstrecke aufgeführt wird. Zwischen Würzburg und Stuttgart war im Dezember 1933 bereits eine Reichsautobahnstrecke geplant; dabei handelte es sich allerdings um eine längere Nord-Süd-Verbindung, die zwischen Kassel und Gießen von der HaFraBa-Stammstrecke nach Süden abzweigen und dann über Würzburg und Heilbronn zur Querverbindung Karlsruhe–München führen sollte.
Nachdem 1933 der Spatenstich für die erste Reichsautobahn zwischen Frankfurt am Main und Mannheim gesetzt worden war, begann im März 1934 an 22 Stellen gleichzeitig der Bau neuer Reichsautobahnen. Unter dem Vorwand, eine hohe Zahl an neuen Arbeitsplätzen zu beschaffen, rückte der Autobahnbau stark in den Fokus der NS-Propaganda. Dennoch kam es nicht zu einem Rückgang der Arbeitslosigkeit, da sich die Anzahl der Arbeiter nur marginal auf die Arbeitslosenzahlen auswirkte.
Die Nord-Süd-Strecke Bad Hersfeld – Fulda – Würzburg – Heilbronn – Stuttgart wurde in mehrere nummerierte Abschnitte unterteilt: Die zunächst als Strecke 25 bezeichnete Reichsautobahn untergliederte sich später in die Strecke 46 (Bad Hersfeld–Würzburg), Strecke 40 (Würzburg–Heilbronn), Strecke 39 (Heilbronn–Stuttgart), Strecke 44 (Stuttgart–Oberndorf am Neckar) und Strecke 45 (Oberndorf am Neckar–Donaueschingen).

#### Bau derStrecke 39Heilbronn–Stuttgart
Im Juli 1935 begannen an der Strecke 39 (Heilbronn–Stuttgart) die Bauarbeiten, nachdem am 27. September des Vorjahres der Vorentwurf für die 68 km lange Strecke durch den Generalinspekteur für das deutsche Straßenwesen Fritz Todt genehmigt wurde und die Ausschreibung startete. In Leonberg am südlichen Ende der Reichsautobahn entstand dabei im Bereich des 1400 m langen Los 34 das erste Tunnelbauwerk aller Reichsautobahnen. Der rund 300 m lange Tunnel unterquerte den Engelberg an seiner östlichen Flanke als Scheiteltunnel. Aufgrund des relativ instabilen Gesteins wurden beide Tunnelröhren in einem Abstand von rund 30 m ausgeführt. Der Bau dieses Abschnitts schritt wesentlich langsamer voran als der anderer Reichsautobahnstrecken, da man bislang noch keinerlei Erfahrung im Bau von Straßentunneln hatte. Die Tunnelbauarbeiter wurden daher aus Österreich geholt, da es im Deutschen Reich nicht genug Spezialisten für diese Arbeiten gab. Im Zwei-Schicht-Betrieb und nur mit handgeführten Geräten wie Presslufthämmern, Hacke und Schaufel gruben sich die 350 österreichischen Arbeiter durch das Gestein. Beim Bau der unmittelbar nördlich des Tunnels gelegenen Brücke über die Württembergische Schwarzwaldbahn kam es zudem im Juli 1936 zu einem Unglück, bei dem die gerade fertiggestellte Stahlbrücke einstürzte.
Nach rund drei Jahren Bauzeit wurde der Abschnitt zwischen dem Anschluss Ludwigsburg-Nord und dem damals Autobahndreieck Stuttgart genannten Knotenpunkt mit der zwischen Pforzheim und Stuttgart zeitgleich fertiggestellten Reichsautobahn Karlsruhe–München am 5. November 1938 dem Verkehr übergeben. Die NSDAP-Zeitung „Leonberger Tagblatt“ vermeldete hierzu: „(…) ab 14 Uhr sind die Straßen des Führers freigegeben.“ Die nördliche Weiterführung bis Weinsberg bei Heilbronn wurde zwei Jahre später fertig und am 6. Juli 1940 freigegeben. Die Autobahn endete damals südlich des heutigen Autobahnkreuzes, wo sie in die Reichsstraße 39 mündete. Vorleistungen für eine kreuzende Ost-West-Strecke von Mannheim nach Nürnberg waren im Bereich östlich von Weinsberg bereits durchgeführt worden, bis zum Kriegsbeginn blieb es jedoch bei Erdbauarbeiten.
Wie die meisten der vor dem Zweiten Weltkrieg fertiggestellten Reichsautobahnen wies auch die Strecke Heilbronn–Stuttgart eine der Landschaft angepasste Trassenführung auf. Kennzeichnend hierfür sind die relativ starken Steigungen und Gefälle – etwa am Engelberg in Leonberg – sowie die Kombination aus engen Kurven und mehreren Kilometern gerader Strecke. Die durch Waldgebiete führenden Abschnitte bei Mundelsheim und Untergruppenbach hatten einen breiteren, mit Bäumen bestandenen Mittelstreifen. Dem Autofahrer sollte – ganz im Sinne der NS-Propaganda – durch diese Streckenführung eine Inszenierung der umliegenden Landschaft dargeboten werden.

#### Weitere Planungen
Mit dem Bau der Reichsautobahn Bad Hersfeld–Würzburg wurde 1937 begonnen. Auf insgesamt 30 km zwischen Bad Brückenau und Gemünden am Main fanden Erdarbeiten statt und wurden mehrere Brückenbauwerke fertiggestellt. Die durch weitläufiges Waldgebiet führende Trasse hätte bei ihrer Fertigstellung sehr starke Steigungen und Gefälle aufgewiesen, etwa bei der Querung des Tals der Fränkischen Saale. Im Zuge des 1939 ausgebrochenen Zweiten Weltkriegs wurden die Bauarbeiter nach und nach von sämtlichen Autobahnbaustellen abgezogen und wurde nur noch an Strecken weitergearbeitet, die dem NS-Regime als kriegswichtig erschienen oder fast fertiggestellt waren. Hierbei kam es auch zum Einsatz von Zwangsarbeitern. Bis 1943 wurden so einige wenige Strecken fertiggestellt, ehe die Bauarbeiten vollständig eingestellt wurden.
Zwischen Würzburg und Heilbronn, hier war die Reichsautobahn Strecke 40 geplant, kam es während der NS-Zeit zu keiner Aufnahme der Bauarbeiten mehr, obwohl diese zum Grundnetz der Reichsautobahnen gehörte. Im Vergleich zur heute bestehenden Trassenführung der BAB 81 wäre die Strecke 40 deutlich weiter östlich der heutigen verlaufen, da man später noch eine nach Südwesten abzweigende Autobahn in Richtung Augsburg plante (sogenannte Reichsstädtelinie).
In Netzplänen von 1938 wurden die Verbindungen Stuttgart – Oberndorf (Strecke 44) und Oberndorf – Donaueschingen (Strecke 45) – schweizerische Grenze (Schaffhausen) wieder aufgenommen. 1941 wurde die Linienführung des Abschnitts Stuttgart – Donaueschingen dahingehend modifiziert, dass die Strecke nicht mehr über den Raum Horb/Neckar, sondern über Freudenstadt verlaufen sollte. Wie bei vielen anderen Planungen kam es auch in diesem Bereich aufgrund des Kriegsausbruchs zu keinerlei Aufnahme der Bauarbeiten mehr.

### Im Zweiten Weltkrieg

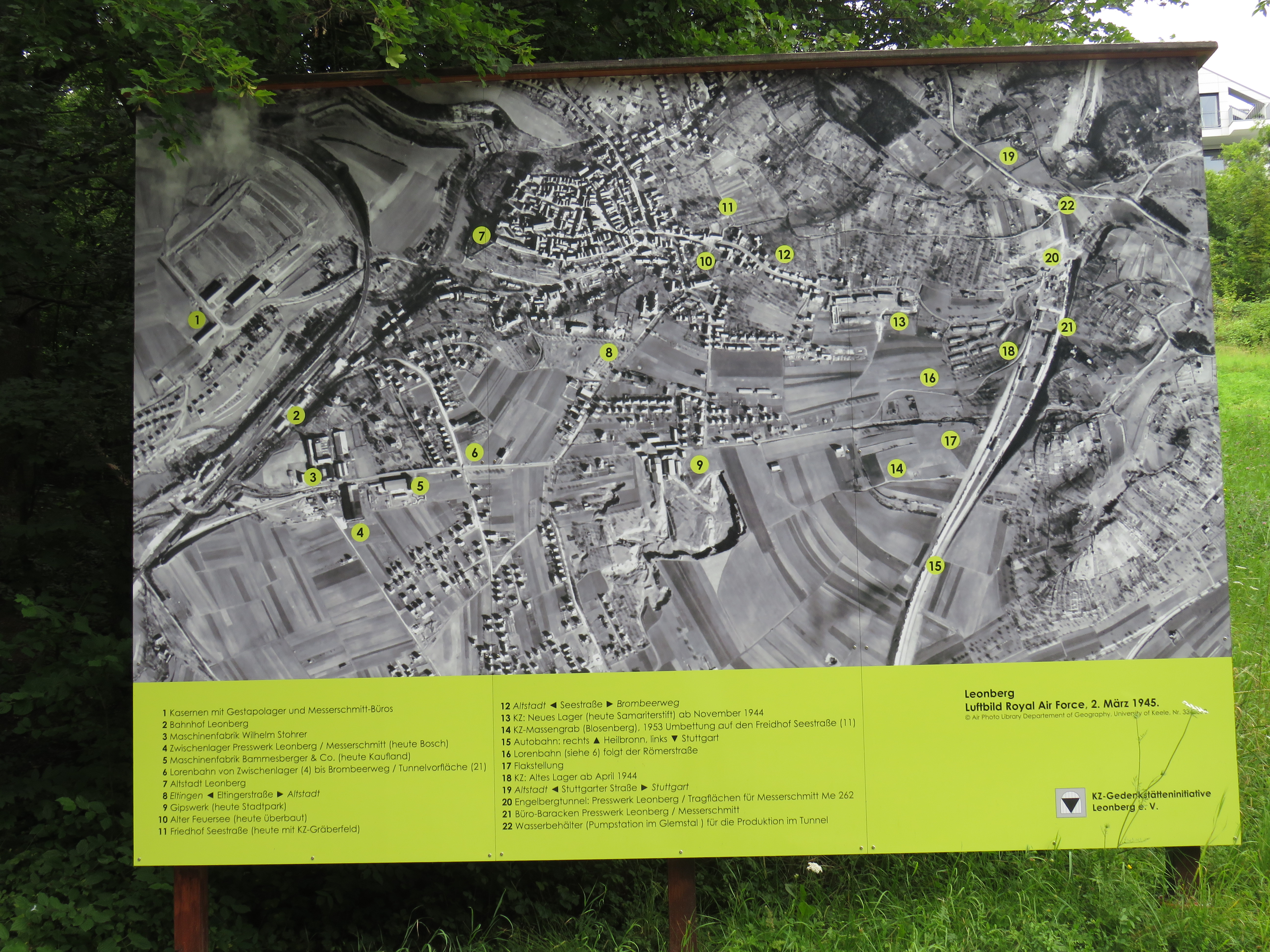
Luftbild von Leonberg und dem Engelbergtunnel von März 1945

Im Frühjahr 1944 wurde die Reichsautobahn zwischen dem Autobahndreieck Stuttgart und der damals als Stuttgart-Nord bezeichneten Anschlussstelle Stuttgart-Zuffenhausen (bzw. dem Vorgängerbauwerk) für den allgemeinen Verkehr gesperrt. Die bisher fertiggestellte Strecke nach Heilbronn stellte in den Augen der Nationalsozialisten ohnehin keine kriegswichtige Verkehrsader dar. Beide Röhren des Engelbergtunnels wurden mit einer Zwischenebene ausgerüstet und fortan als Montagehalle für Düsenflugzeuge verwendet. Unter dem Einsatz der im nahen KZ gefangengehaltenen Zwangsarbeiter ließ die Firma Messerschmitt Tragflächen für das Düsenjäger-Modell ME 262 fertigen. Da es seit 1943 zu ersten Flächenbombardierungen auf deutsche Städte kam, richtete man die Produktion von Rüstungsgütern vorwiegend in als geeignet empfundene unterirdische Anlagen, vorwiegend im Süden Deutschlands, ein. Die Produktionsstätte im Engelbergtunnel trug den Codenamen „Reiher“. Die Nord- und Südportale der Röhren wurden zum Schutz vor Fliegerangriffen mit mehreren zueinander versetzten Stahlbetonwänden zugekleidet. Das Südportal der Weströhre hatte dagegen ein stählernes Falttor, sodass die Tragflächen aus der Anlage hinausbefördert werden konnten.
Im Bereich des Südportals errichteten die Nationalsozialisten auf Leonberger Gemarkung ein Konzentrationslager. Dabei handelte es sich um ein Außenlager des im Elsass gelegenen KZ Natzweiler-Struthof. Die Häftlinge wurden größtenteils aus dem KZ Dachau mit seinen Außenlagern nach Leonberg verlegt, um in den Montagehallen des Engelbergtunnels eingesetzt zu werden. In Leonberg waren zunächst einige hundert, später bis zu 3000 Gefangene unter katastrophalen Bedingungen eingesperrt. Die Endmontage der ME 262 fand allerdings nicht in Leonberg statt, sondern in einer Bunkeranlage bei Ampfing mit dem Codenamen „Weingut I“. Hierfür wurden die Tragflächen vom Südportal des Tunnels zunächst per Lorenbahn, später per LKW weiter zur nächstgelegenen Bahnstrecke transportiert.
Im Zuge des sogenannten Nerobefehls, infolgedessen aufgrund des Vorrückens alliierter Truppen die Zerstörung wichtiger Infrastruktur (Verbrannte Erde) angeordnet wurde, räumte man am 15. April 1945 die Tragflächenmontage und sprengte beide Tunnelröhren in der Mitte, sodass diese unpassierbar wurden. Die Häftlinge des ehemaligen KZ Leonberg wurden nach Vorrücken französischer Streitkräfte in Todesmärschen vorwiegend nach Bayern (KZ Dachau) getrieben, viele starben aufgrund der erlittenen Strapazen noch auf der Strecke.

### Nachkriegszeit

#### Wiederherstellung des Engelbergtunnels
Nach Kapitulation der Wehrmacht und dem Ende des Zweiten Weltkriegs in Europa waren die meisten Reichsautobahnen unpassierbar geworden. Pioniere der Wehrmacht sprengten zahlreiche Bauwerke, um einen Vormarsch der Alliierten – letztlich vergeblich – aufzuhalten. Nach Einrichtung der Besatzungszonen wurde jedoch schon relativ schnell damit begonnen, die Kriegsschäden im Straßen- und Autobahnnetz zu beheben, wenn auch nur provisorisch.
Auch der Engelbergtunnel wurde durch die Sprengung im Mittelteil unpassierbar, nachdem das Konzentrationslager und die Tragflächenmontage geräumt wurden. Schon 1946 begann man mit dem Räumen der Trümmer am Tunnel und der Wiederherstellung, sodass am 17. November 1950 der Verkehr im Gegenverkehr durch die Weströhre wieder fließen konnte. Bis die Oströhre, die stärker beschädigt wurde, wieder passierbar war, dauerte es noch weitere zehn Jahre. Die Arbeiten an der Wiederherstellung begannen 1960 und wurden 1961 abgeschlossen.

#### Erste Neuplanungen
Die vor dem Krieg gebauten westdeutschen Reichsautobahnen gingen in Besitz der 1949 gegründeten Bundesrepublik Deutschland über. Ab Mitte der 1950er Jahre wurden, nachdem die meisten Kriegsschäden beseitigt worden waren, wieder Pläne für Straßenneubauten erstellt.
Der Ausbauplan für die Bundesfernstraßen des Gesetzes vom 27. Juli 1957 sah den Bau einer Bundesautobahn zwischen Bad Hersfeld, Fulda, Würzburg und Heilbronn in der 3. Ausbaustufe vor. Diese Planung wurde in ihrer Streckenführung noch von den Reichsautobahnplänen übernommen, zumal Abschnitte zwischen Fulda und Würzburg sich bereits im Trassenbau befanden (Strecke 46).
Südlich von Stuttgart wurde die Planung einer Autobahn zunächst nicht aufgenommen. Hingegen waren die B 14 Stuttgart – Herrenberg, die B 27 Stuttgart – Tübingen – Rottweil – Donaueschingen – Schaffhausen, die B 31 Donaueschingen – Engen und die B 33 Engen – Konstanz in das „Blaue Netz“ der neu oder auszubauenden Bundesstraßen aufgenommen. Bemerkenswert ist, dass die entlang der späteren Trasse der A 81 unmittelbar führenden Bundesstraßen nur teilweise im Blauen Netz berücksichtigt wurden. So fehlten die B 14 Herrenberg – Rottweil – Tuttlingen ebenso wie die B 295/B 296 Leonberg – Calw – Herrenberg.
Der Ausbauplan des Jahres 1957 wurde jedoch alsbald durch die wachsende Motorisierung und das tatsächliche Verkehrsbedürfnis überholt. Bereits in den 1960er Jahren wurde daher die Weiterführung der Autobahn Bad Hersfeld – Fulda – Würzburg – Heilbronn – Stuttgart weiter nach Donaueschingen – Singen – Rielasingen-Worblingen (Bundesgrenze D/CH) projektiert, wobei diese Strecke über das Dreieck Leonberg hinweg nach Süden durchgebunden werden sollte. Im Raum Singen wurde die Führung der Autobahn 1969 modifiziert: die Strecke sollte nun nach Konstanz geführt werden. Zudem wurde die Trassierung der damals geplanten Voralpenautobahn Lörrach – Rosenheim angepasst: War bis 1968 noch die nördliche Umgehung des schweizerischen Staatsgebietes von Schaffhausen ins Auge gefasst worden, sollte die Linie ab 1969 nach Gottmadingen verlaufen.
Ab 1970 wurde im Raum Leonberg nicht mehr die Anknüpfung an das bestehende Autobahndreieck, sondern die Verlegung der Bundesautobahn ab Stuttgart-Zuffenhausen auf eine westlich Leonberg gelegene Trasse ins Auge gefasst, um den Engelberg und die Stadt zu umgehen.
Das Nummerierungssystem der westdeutschen Bundesautobahnen vor 1974 wies der Verbindung Eisenach – Würzburg – Heilbronn – Stuttgart – Konstanz die Nummer A 23 zu. Der Bedarfsplan des Gesetzes über den Ausbau der Bundesfernstraßen in den Jahren 1971 bis 1985 vom 30. Juni 1971 enthielt daher folgende Teilprojekte:
Planungsstand der Autobahn A 23 Eisenach–Konstanz von 1971
| Abschnitt                                                       | Ausbau | Stand                       | Bemerkung                                                                          |
| --------------------------------------------------------------- | ------ | --------------------------- | ---------------------------------------------------------------------------------- |
| Eisenach (Zonengrenze) – Kirchheimer Dreieck                    | 2x2    | fertiggestellt (1943)       | heute BAB 4                                                                        |
| Kirchheimer Dreieck – Hattenbacher Dreieck                      | 2x2    | fertiggestellt (1938)       | heute BAB 7                                                                        |
| Hattenbacher Dreieck – nördl. Würzburg                          | 2x2    | fertiggestellt (1965–68)    | heute BAB 7                                                                        |
| nördl. Würzburg – westl. Würzburg (Kreuz mit A 15, heute BAB 3) | 2x2    | Dringlichkeitsstufe III     |                                                                                    |
| westl. Würzburg – Heilbronn (Kreuz mit A 20, heute BAB 6)       | 2x2    | laufendes Vorhaben          |                                                                                    |
| Heilbronn – Stuttgart-Zuffenhausen                              | 2x2    | fertiggestellt (1938, 1940) | sechsstreifiger Ausbau Weinsberg – Stuttgart-Zuffenhausen in Dringlichkeitsstufe I |
| Stuttgart-Zuffenhausen – Gärtringen (Kreuz mit B 14)            | 2x2    | Dringlichkeitsstufe I       | wurde nur bis zum Autobahndreieck Leonberg verwirklicht                            |
| Gärtringen – Allensbach                                         | 2x2    | laufendes Vorhaben          |                                                                                    |
| Allensbach – Konstanz (Bundesgrenze D/CH)                       | 2x2    | Dringlichkeitsstufe I       |                                                                                    |

### Würzburg–Heilbronn
Der Bau des Abschnitts Würzburg–Heilbronn der als A 13 geführten Strecke begann im Oktober 1968, als am südlichen Ende der Neubaustrecke der Anstich für den Tunnel Hölzern durchgeführt wurde. Erste Trassenarbeiten begannen schon im Juli 1968. Der Bau der rund 83 km langen Strecke verlief relativ zügig, zumal zahlreiche Brückenbauwerke für die Querung einiger Flusstäler gebaut werden mussten. Höchstes und längstes Bauwerk ist die 80 m hohe Jagsttalbrücke bei Widdern, mit deren Errichtung im Mai 1971 begonnen wurde.
Der erste, 17,6 km lange Abschnitt der Strecke zwischen den Anschlussstellen Gerchsheim und Tauberbischofsheim wurde am 21. Dezember 1972 durch den baden-württembergischen Wirtschafts- und Verkehrsminister Rudolf Eberle eröffnet. Bis 1974 folgen vier weitere Abschnitte, ehe die Autobahn zwischen Würzburg und Heilbronn komplett befahrbar war: Tauberbischofsheim–Boxberg (1973), Möckmühl–Kreuz Weinsberg (1973), Dreieck Würzburg-West–Gerchsheim (1974) und Boxberg–Möckmühl (1974).
Der Knotenpunkt am nördlichen Ende des Abschnitts, an dem die Strecke auf die Autobahn Frankfurt–Nürnberg (damals A 15, heute BAB 3) trifft, besitzt ausschließlich Direktrampen und wurde so konzipiert, dass ein Weiterbau nach Norden möglich wäre. Beim Vollausbau zum Autobahnkreuz wäre dieses in der selten angewendeten Form eines Malteserkreuzes ausgeführt worden, was u. a. Brückenbauwerke in drei Ebenen zur Folge gehabt hätte.
Südlich von Osterburken bei Leibenstadt wurde ein Streckenabschnitt als Autobahn-Behelfsflugplatz eingerichtet. Die Autobahn ist hier gerade und weist einen betonierten Mittelstreifen mit herausnehmbaren Leitplanken auf. Die Rastplätze am nördlichen und südlichen Ende sind mit großen Betonflächen versehen, die als Standort für einen mobilen Tower und Abstellplatz für Flugzeuge dienen könnten. Die Anlage wurde nach Ende des Kalten Kriegs nicht mehr benötigt und wäre heute ohne weiteres nicht mehr benutzbar, zumal in diesem Bereich über der Fahrbahn mittlerweile Mautbrücken installiert wurden. Der damals noch in der Planungsphase befindliche Autobahnabschnitt Würzburg–Heilbronn war Anfang der 1960er Jahre einer der ersten, bei dem die Einrichtung derartiger Behelfsflugplätze vorgesehen war, um im Verteidigungsfall eine ausreichende Zahl an NATO-Verbänden stationieren zu können. Im Jahr 1964 wurde die Einrichtung des Flugplatzes bei Leibenstadt beschlossen, auf einen weiteren geplanten bei Gerchsheim wurde verzichtet. Mit der Maßgabe, eine 2,5 km lange Landebahn mit beidseitig 200 m Ausrollfläche herzustellen, wurde die Planung des Notlandeplatzes schließlich im Oktober 1967 in den Streckenentwurf aufgenommen.

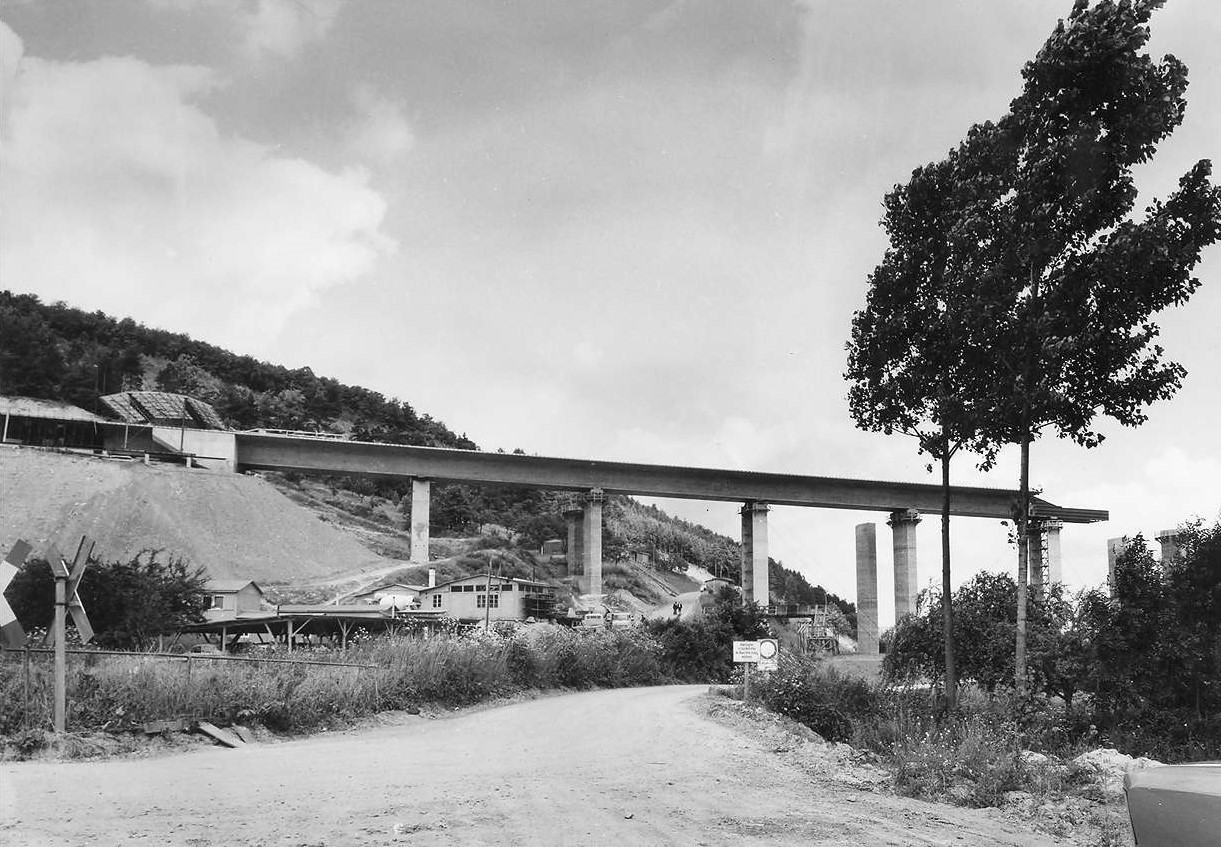
Taubertalbrücke in Bau, 1973
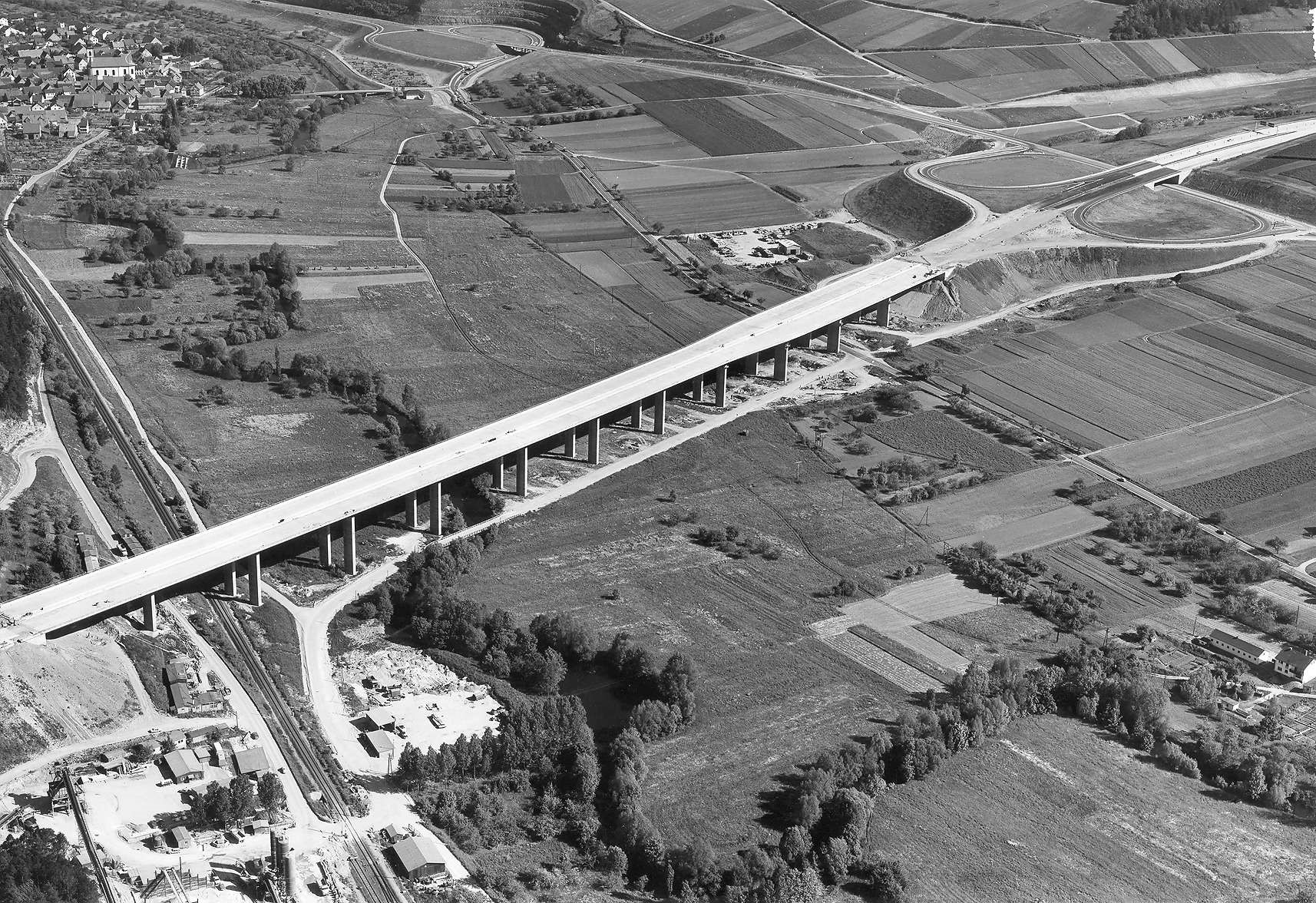
Anschlussstelle Tauberbischofsheim und fast fertige Trasse
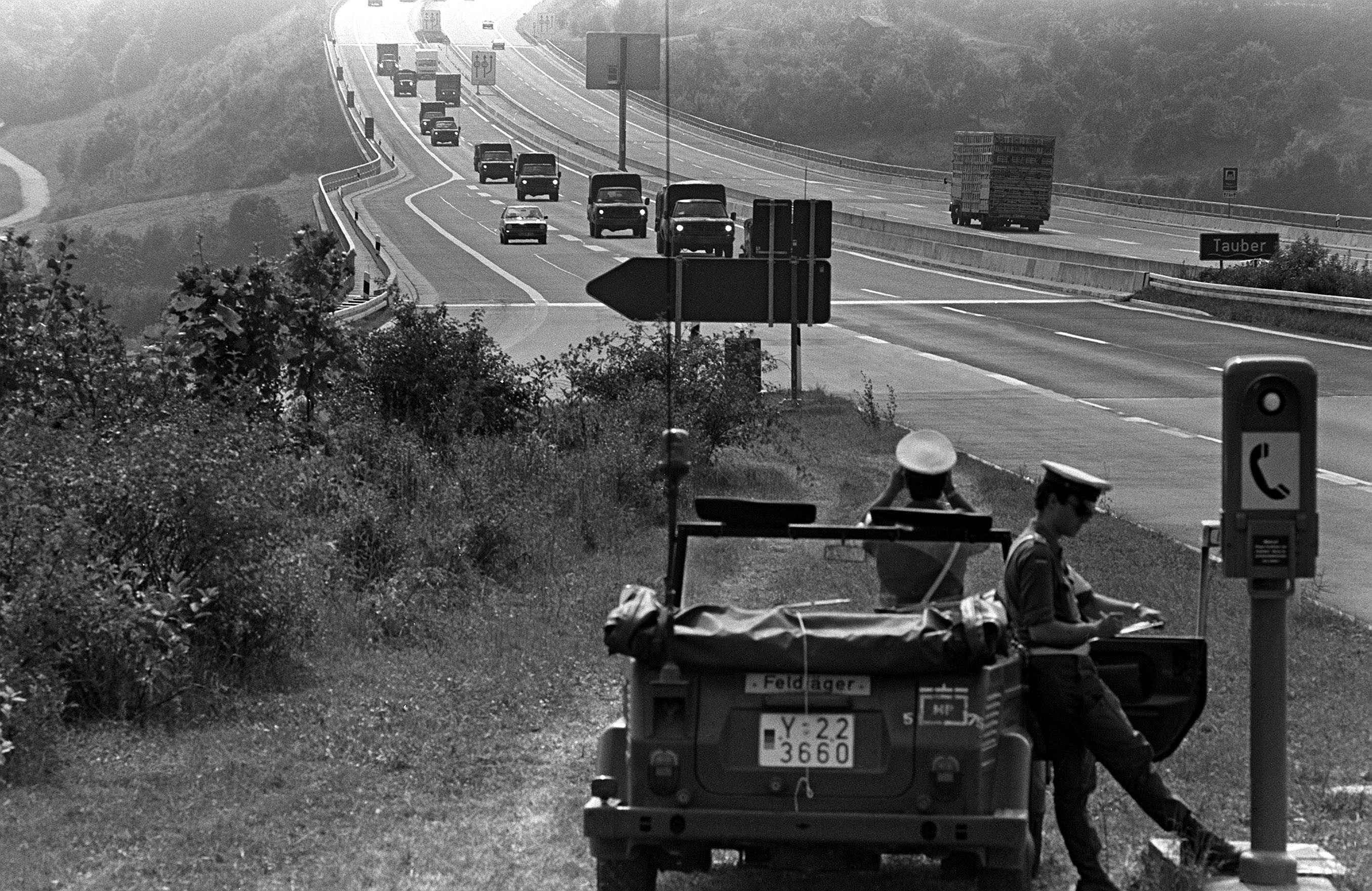
Feldjäger beobachten einen US-Army-Konvoi bei Tauberbischofsheim, 1982

### Stuttgart–Singen

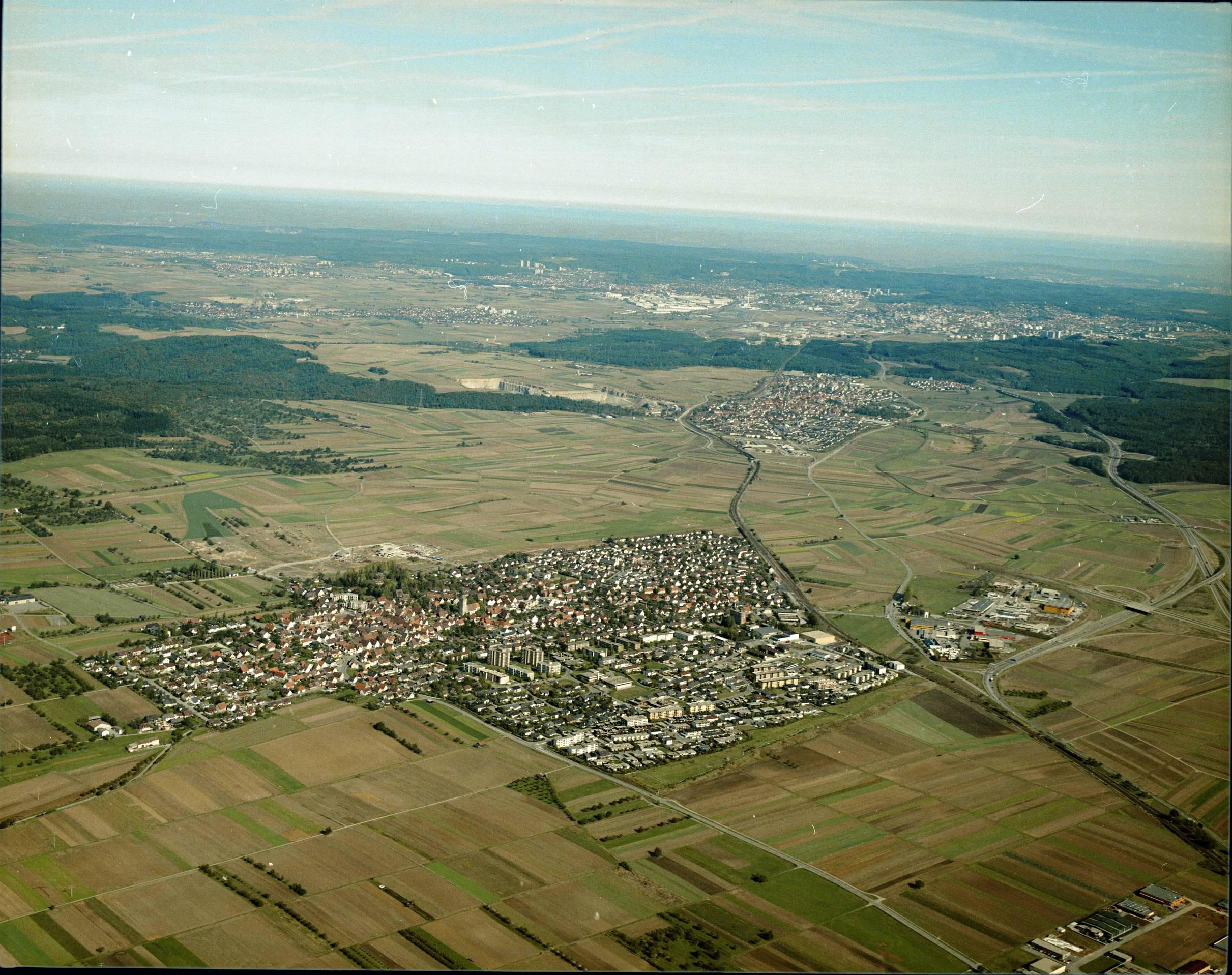
Gärtringen mit Autobahnkreuz als Bauvorleistung im rechten Bildrand, 1983

Die schon vor dem Krieg existierende Streckenplanung für eine Autobahn zwischen Stuttgart und der Schweizer Grenze wurde Ende 1961 wieder aufgenommen. Dem zuvor ging eine Verkehrsuntersuchung, bei der im Bereich zwischen Stuttgart, Ulm und dem Bodensee die verkehrswirtschaftlich sinnvollste Strecke festgelegt wurde. 1967 wurde die amtlich als Bodenseeautobahn bezeichnete Neubaustrecke schließlich für den dritten Vierjahresplan für den Ausbau der Bundesfernstraßen beim Bundesminister für Verkehr angemeldet. Gemäß der intern verwendeten Nummerierung war sie Bestandteil der A 23 von Bad Hersfeld über Würzburg, Heilbronn und Stuttgart nach Konstanz.
Unter zwei Streckenverläufen, die sich als günstig erwiesen, entschied man sich für die kürzere Ostlinie, die im Wesentlichen auf längeren Abschnitten östlich des Neckartals liegt. Eine Variante dieser Linie sollte Herrenberg westlich umgehen. Man entschied sich letztlich jedoch für eine Umfahrung östlich der Stadt mit Unterquerung des Schönbuchs in einem etwa 600 m langen Tunnel unter Ausnutzung eines Seitentals. Bis zum Neckarübergang bei Horb verläuft die Trasse aufgrund umliegender Wasserschutzgebiete in einem weitläufigen Bogen östlich herum. Der Bereich zwischen Sulz und Oberndorf hat tief im Untergrund Gips- und Anhydridschichten, die Einfluss auf die Trasse haben. Die Strecke muss in diesem Bereich regelmäßig erneuert werden.
Nach Querung des Neckars wählte man das Plateau auf der östlichen Seite hoch über dem Fluss über mehrere Dämme und Einschnitte, wobei mehrere Anschlussstellen die Anbindung an das nachrangige Straßennetz im Neckartal sowie dem östlich der Trasse liegenden Vorland der Schwäbischen Alb gewährleisten. Bei Villingendorf wird der Neckar erneut überquert, um Rottweil westlich zu umgehen, da das Gelände in diesem Bereich auf der Westseite günstiger für den Trassenbau war. Die Querung des Eschachtals machte ein weiteres hohes Brückenbauwerk nötig. Nachdem der Neckar ein weiteres Mal überquert wird, folgt die Trasse dem Weigenbachtal hinauf auf die Baar. Nach Durchquerung der Hochfläche folgt sie dem Kötachtal hinab zur Donau bei Geisingen. Für den Autobahnbau wurde sogar eine Donauschleife begradigt.
Der topografisch anspruchsvollste Teil der gesamten Strecke folgt südlich von Geisingen. Die Trasse folgt erneut einem Seitental bis hinaus auf die Stettener Höhe, die zum südwestlichsten Ausläufer der Schwäbischen Alb gehört. Der nachfolgende Abstieg weist eine Längsneigung von 4 % auf, was dem maximal zulässigen Wert entspricht. Um die Steigung gering zu halten, folgt die Trasse hier einer längeren Kurvenkombination. Am Autobahnkreuz mit der geplanten Voralpenautobahn (Weil am Rhein–Irschenberg) endet die Neubaustrecke vorerst. Ein kurzes Stück nach Westen bis zur Anschlussstelle Singen gehörte allerdings ebenso zu den Planungen.
Nachdem am 2. Mai 1967 die Linienbestimmung gemäß § 16 des Bundesfernstraßengesetzes abgeschlossen wurde – dies geschah zeitnah mit der Anmeldung für den Vierjahresplan –, begannen Ende der 1960er Jahre die Bauarbeiten im ersten Abschnitt. Dabei handelte es sich um die technisch anspruchsvolle, 13,7 km lange Strecke von Geisingen bis Engen. Neben einem Einschnitt im Bereich des Scheitelpunkts an der Stettener Höhe (Hegaublick) entstanden auch zwei größere Talbrücken. Dieser Abschnitt wurde 1973 fertiggestellt. Die nördliche Verlängerung um 24 km bis Villingen-Schwenningen und die südliche um 9 km bis Singen wurden beide zwei Jahre später im Jahr 1975 freigegeben. Bis 1977 wurden weitere 13 km nach Norden von Villingen-Schwenningen bis zum Übergang in die B 14 bei Villingendorf nördlich von Rottweil fertiggestellt. Dabei entstand auch als Bauvorleistung ein rund 6 km langer Abzweig zur B 27 nach Donaueschingen, der Teil einer geplanten Autobahn durch den Schwarzwald bis Freiburg im Breisgau war.
Mitte der 1970er Jahre waren auch im restlichen Streckenabschnitt die Bauarbeiten angelaufen. Lediglich auf den Bau des nördlichsten Abschnitts zwischen Leonberg und Gärtringen wurde zunächst noch verzichtet, da es Unstimmigkeiten wegen der Trassenführung gab – hinzu kam die Frage, ob man die alte Engelbergtrasse weiternutzen oder umbauen oder gar eine gänzlich andere Trasse westlich an Leonberg vorbei realisieren und die bestehende zu einer Bundesstraße herabstufen sollte. Der nördliche Beginn der Bodenseeautobahn wurde daher zunächst nach Gärtringen verlegt, wo ein Autobahnkreuz mit der verlängerten B 14 gebaut wurde. An diesem sollte die schon 1968 zwischen Stuttgart-Vaihingen und Böblingen fertiggestellte, autobahnähnlich ausgebaute Kraftfahrstraße an die Autobahn in Richtung Singen anschließen. Für die Dauer der Baulücke zwischen Leonberg und Gärtringen sollte sie eine Umfahrung bilden.
Im zwei Abschnitten wurden im Jahr 1978 schließlich die letzten 63 km der Bodenseeautobahn fertiggestellt: Im Juni ging zunächst der Abschnitt vom Autobahnkreuz Herrenberg bei Gärtringen bis Rottenburg in Betrieb, im Dezember folgte dann der restliche Teil von Rottenburg bis Villingendorf. Dabei wurde gleichzeitig die autobahnähnliche B 14 von Ehningen bis zum Autobahnkreuz bei Gärtringen verlängert. Gleichzeitig mit der Fertigstellung der Autobahn, die mit Einführung des neuen Nummerierungssystems zum 1. Januar 1975 als Teil der BAB 81 geführt wurde, stufte man, um einen Anschluss ans restliche Autobahnnetz zu erhalten, die B 14 zwischen Stuttgart-Vaihingen bis Gärtringen zur BAB 831 hoch.
Laut dem Straßenbaubericht 1978 betrugen für die rund 138 km lange Strecke Stuttgart–Singen die Baukosten aller Brücken- und Tunnelbauwerke 359 Millionen DM, was etwa 37 % der Gesamtkosten ausmachte. Für den Autobahnbau insgesamt kam man auf Kosten in Höhe von 1,007 Milliarden DM.

### Nummerierung und Streckenverlauf

#### Einführung der Autobahnnummer
Zum 1. Januar 1975 wurde für die Autobahnen in der Bundesrepublik Deutschland und West-Berlin ein neues, einheitliches Nummerierungsschema eingeführt. Waren zunächst nur intern geführte Nummerierungen verwendet worden und auf den Wegweisern ausschließlich die Nummern der auf der Trasse verlaufenden Europastraßen ausgeschildert, wurde die neue nationale Nummerierung vorgezogen. Ein zuvor im Bedarfsplan Bundesfernstraßen 1971–1985 beschriebenes System, das den vom Berliner Ring abzweigenden Strecken die einstelligen Nummern A 1 bis A 6 zuordnete, konnte sich – auch im Hinblick auf die damals noch bestehende Deutsche Teilung – nicht durchsetzen. Als A 81 wäre demnach der in den 1960er Jahren parallel zur ehemaligen Reichsautobahn Frankfurt–Mannheim entstandene Strecke Main-Neckar-Schnellweg Frankfurt am Main–Heidelberg bezeichnet worden.
Intern war bis dahin die Strecke Würzburg–Heilbronn–Stuttgart–Singen als Teil der Autobahn 23 geführt worden. Diese begann allerdings schon an der damaligen Zonengrenze bei Eisenach (bzw. dem Beginn des befahrbaren Teilstücks bei Obersuhl) und führte über das Kirchheimer und das Hattenbacher Dreieck bis nördlich von Würzburg Lücken in der Nummerierung gab es bei Würzburg (geplante Nordwestumgehung) und zwischen Leonberg und Gärtringen.
Mit der Einführung des heute bestehenden Systems wählte man für die Nord-Süd-Verbindung von Würzburg bis Konstanz die Nummer BAB 81 (Bundesautobahn 81). Ein großer Vorteil des Systems, das auch die führende Nummer zwei- und dreistelliger Autobahnen einer bestimmten Region zuordnete, war, im Falle einer Wiedervereinigung bereits Nummern für die in der damaligen DDR liegenden Autobahnstrecken problemlos vergeben zu können (im Wesentlichen waren dies die vorher für die Westberliner Stadtautobahnen vergebenen Nummern im 10er-Bereich). Die Strecken nördlich von Würzburg wurden Teil der Bundesautobahnen 4 und 7.
Aufgrund des Nord-Süd-Verlaufs bekam die BAB 81 eine ungerade Nummer, die Lage im Südwesten Deutschlands ordnete sie dem 8er-Nummernbereich zu. Nachdem nahezu alle Autobahnprojekte in Baden-Württemberg im Laufe der 1970er und 1980er Jahre aufgegeben und fertiggestellte Streckenabschnitte letztlich als Bundesstraße geführt wurden, ist sie heute die einzige Autobahn mit zweistelliger Nummer im 8er-Zahlenbereich in Deutschland.
Im Bedarfsplan des Gesetzes zur Änderung des Gesetzes über den Ausbau der Bundesfernstraßen in den Jahren 1971 bis 1985 vom 5. August 1976 war die Bundesautobahn 81 zwar unverändert im Trassenverlauf enthalten, doch änderte sich die Dringlichkeit einzelner, noch nicht realisierter Teilprojekte. Es ergab sich folgendes Bild:
| Abschnitt                                                         | Ausbau   | Stand                                                                  | Bemerkung                                                                                             |
| ----------------------------------------------------------------- | -------- | ---------------------------------------------------------------------- | --- |
| nördl. Würzburg (BAB 7) – Dreieck Würzburg-West (BAB 3)           | 2x2      | möglicher weiterer Bedarf                                              | |
| Dreieck Würzburg-West (BAB 3) – Kreuz Weinsberg (BAB 6)           | 2x2      | fertiggestellt (1972–74)                                               | |
| Kreuz Weinsberg (BAB 6) – Leonberg (BAB 8)                        | 2x2, 3x3 | fertiggestellt (1938–40)                                               | 3x3 Heilbronn/Untergruppenbach – Stuttgart-Zuffenhausen, restliche Strecke 3x3 Dringlichkeitsstufe Ia |
| Leonberg – Grafenau                                               | 2x2      | Dringlichkeitsstufe Ia                                                 | |
| Grafenau – Kreuz Herrenberg (B 14, ab 1978 BAB 831)               | 2x2      | Dringlichkeitsstufe Ib                                                 | |
| Kreuz Herrenberg (B 14, ab 1978 BAB 831) – Villingen-Schwenningen | 2x2      | laufendes Vorhaben                                                     | im Bau, Fertigstellung 1978                                                                           |
| Villingen-Schwenningen – Kreuz Singen (BAB 98)                    | 2x2      | fertiggestellt (1973–75)                                               | |
| Kreuz Singen (BAB 98) – westl. Allensbach                         | 2x2      | 1. Fahrbahn Dringlichkeitsstufe Ia, 2. Fahrbahn Dringlichkeitsstufe Ib | |
| westl. Allensbach – östl. Allensbach                              | 2x2      | Dringlichkeitsstufe Ib                                                 | |
| östl. Allensbach – Konstanz (Bundesgrenze D/CH)                   | 2x2      | Dringlichkeitsstufe Ia                                                 | |

Zwei Abschnitte, die heute zur BAB 81 gehören, waren nach der Einführung des neuen Nummernsystems im Jahr 1975 noch Bestandteil anderer Autobahnen: Die Strecke zwischen dem Kreuz Stuttgart und der Anschlussstelle Gärtringen (damals Autobahnkreuz Herrenberg) war Teil der BAB 831, das damals fertige kurze Stück zwischen dem Kreuz Hegau und der Anschlussstelle Singen Teil der BAB 98. Letztgenannte Autobahn war vor 1975 als Autobahn A 22 mit derselben Streckenplanung wie später die BAB 98 geführt worden. Die BAB 81 sollte über das Kreuz hinaus über Konstanz bis zur Schweizer Grenze verlängert werden.
Im Raum Stuttgart wurde die zeitweise geplante Verlegung der BAB 81 westlich Ditzingen und Leonberg wieder verworfen und eine direkte Anbindung am Dreieck Leonberg angestrebt. Die alte Engelbergstrecke sollte nicht zur Bundesstraße abgestuft, sondern durch einen längeren Basistunnel ersetzt werden.

#### Spätere Änderungen im Trassenverlauf
1978 kam es zu einer ersten Änderung: Der geplante Streckenabschnitt zwischen dem damals im Bau befindlichen Autobahnkreuz bei Schlatt unter Krähen (Autobahnkreuz Singen, später Autobahnkreuz Hegau) und Konstanz wurde nicht mehr als Teilstück der BAB 81 geführt, sondern erhielt eine eigenständige Bezeichnung als Bundesautobahn 881 (BAB 881). Die Gesamtlänge der Strecke wurde mit 29,8 Kilometer angegeben, von denen bereits ein 1,3 Kilometer langer Abschnitt im Bau war. Die Gesamtkosten waren mit 291,5 Millionen DM beziffert. Der Abschnitt vom Kreuz Hegau bis Singen, der bis zur Schweizer Grenze bei Thayngen verlängert werden sollte, kam fortan zur BAB 81. Hiervon waren der Abschnitt Kreuz Hegau–Singen bereits unter Verkehr, die Strecke Singen – Gottmadingen in der Dringlichkeitsstufe I und die Verbindung Gottmadingen – Bundesgrenze (D/CH) in der Dringlichkeitsstufe II (alles jeweils vierstreifig). Die Strecke vom Kreuz Hegau nach Stockach behielt dagegen die Nummer BAB 98.
Im Jahr 1980 wurde erneut eine Änderung durchgenommen: Die BAB 881 wurde zur Kraftfahrstraße herabgestuft und Teil der Bundesstraße 33. Diese Verbindung wurde darüber hinaus auf die vierstreifigen und laufenden Teilprojekte Singen–westlich Allensbach und Ortsumgehung (OU) Konstanz reduziert sowie als Bundesstraßenneubau mit der Nummer „B 33n“ geführt. In einer textlichen Ergänzung zum Bedarfsplan heißt es: „Bis zur Fortschreibung des Bedarfsplanes im Jahre 1985 wird bei den noch nicht entscheidungsreifen Projekten […] B 33n Allensbach-West – Konstanz untersucht werden, inwieweit die bisherigen Autobahnplanungen oder Alternativplanungen, vor allem der Ausbau des vorhandenen Straßennetzes, in den Bedarfsplan aufgenommen werden können. Die Untersuchung muß bis zum 31. Dezember 1982 abgeschlossen sein, um den betreffenden Ländern ausreichend Zeit zur Vorbereitung der Fortschreibung 1985 zu geben. Für die betroffenen Verkehrsbeziehungen wird ein Ausbaubedarf festgestellt.“

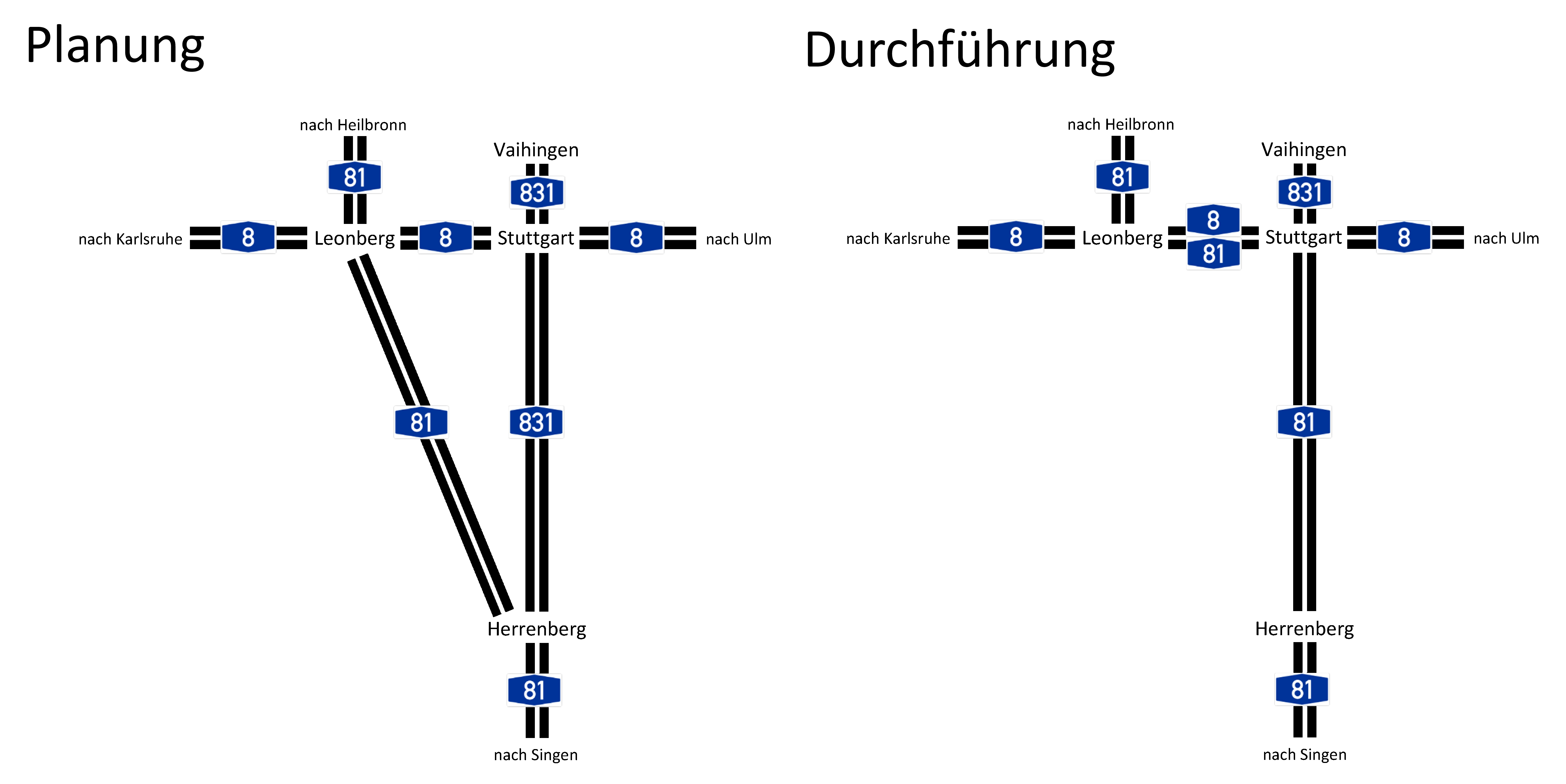
Ursprünglich geplantes sowie heutiges Verlaufsschema von BAB 81 und 831

Das Zweite Gesetz zur Änderung des Gesetzes über den Ausbau der Bundesfernstraßen in den Jahren 1971 bis 1985 vom 25. August 1980 brachte weitere Änderungen für den geplanten Trassenverlauf der BAB 81. Die Verbindung Würzburg-Nord (BAB 7) – Würzburg-West (BAB 3) war ersatzlos entfallen. Ebenso wurde die Eckverbindung Leonberg (Kreuz mit der BAB 8) – Gärtringen gestrichen. Dennoch wurde der Abschnitt Stuttgart-Vaihingen – Gärtringen zunächst unter der Widmung als BAB 831 belassen – dadurch bestand im Streckenzug der BAB 81 nach wie vor eine Lücke.
Das Dritte Gesetz zur Änderung des Gesetzes über den Ausbau der Bundesfernstraßen vom 21. April 1986 führte zu keiner Wiederaufnahme der Nordwestumgehung Würzburgs und der Eckverbindung Leonberg–Gärtringen in den Bedarfsplan. Die BAB 81 war zwischen Singen und Gottmadingen als laufendes Vorhaben im Bedarfsplan verzeichnet, die Fortsetzung zur Staatsgrenze D/CH weiterhin lediglich in Dringlichkeitsstufe II. Die B 33n war zwischen dem Kreuz Hegau und Radolfzell mittlerweile vierstreifig unter Verkehr. Der Abschnitt Radolfzell–westlich Allensbach war als laufendes Vorhaben enthalten. Die Strecke westlich Allensbach bis Konstanz sollte durch Ergänzung der 2. Fahrbahn zur Bestandsstrecke der B 33 ausgebaut werden (Dringlichkeitsstufe I). In Konstanz war die Ortsumfahrung als laufendes Vorhaben im Bedarfsplan dargestellt. Mit Rückstellung der Strecke Leonberg–Gärtringen stufte man die BAB 831 zwischen dem Kreuz Stuttgart und dem Kreuz Herrenberg – fortan Anschlussstelle Gärtringen – zur BAB 81 um und gab dem Abschnitt Dreieck Leonberg–Kreuz Stuttgart der BAB 8 die Doppelnummerierung BAB 8/BAB 81. Im Gegenzug zur Aufgabe der alten Streckenplanung war vorgesehen, die Autobahn zwischen dem Kreuz Stuttgart und Gärtringen sechsstreifig auszubauen.
Der sechsstreifige Ausbau der BAB 81 zwischen Heilbronn und Leonberg war inzwischen ebenfalls vorangeschritten, so dass lediglich noch die Teilstrecken Kreuz Weinsberg–Weinsberg/Ellhofen (Fahrbahn Würzburg) und Stuttgart-Feuerbach – Dreieck Leonberg (beide Projekte in Dringlichkeitsstufe I) sowie Stuttgart-Zuffenhausen–Stuttgart-Feuerbach (laufendes Vorhaben) noch nicht abgeschlossen waren. Der sechsstreifige Ausbau der BAB 81 zwischen Heilbronn und Stuttgart umfasste lediglich noch die Reststrecken Kreuz Weinsberg–Weinsberg/Ellhofen (Fahrtrichtung Würzburg) und Stuttgart-Feuerbach–Dreieck Leonberg (beides laufende Vorhaben). Die Linie Kreuz Stuttgart-Vaihingen–Gärtringen war weiterhin als BAB 831 bezeichnet, sollte aber durchgehend auf sechs Fahrstreifen erweitert werden (Dringlichkeitsstufe II). Ein Ausbau der A 8 war auch zwischen Dreieck Leonberg und Kreuz Stuttgart-Vaihingen vorgenommen (Dringlichkeitsstufe II).
Fortan waren die Abschnitte folgender Autobahnen und Kraftfahrstraßen Bestandteil der BAB 81:
| Bisherige Bezeichnung | Abschnitt                                            | Ausbau | Dringlichkeitsstufe                                                       | Umwidmung zur BAB 81 |
| --------------------- | ---------------------------------------------------- | ------ | ------------------------------------------------------------------------- | -------------------- |
| B 14, ab 1978 BAB 831 | Kreuz Stuttgart-Vaihingen (BAB 8) – Sindelfingen-Ost | 3x3    | fertiggestellt (1968)                                                     | 1985                 |
| B 14, ab 1978 BAB 831 | Sindelfingen-Ost – Böblingen/Sindelfingen            | 2x2    | fertiggestellt (1972)                                                     | 1985                 |
| B 14, ab 1978 BAB 831 | Böblingen/Sindelfingen – Ehningen                    | 2x2    | fertiggestellt (1975)                                                     | 1985                 |
| B 14, ab 1978 BAB 831 | Ehningen – Kreuz Herrenberg (BAB 81)                 | 2x2    | fertiggestellt (1978)                                                     | 1985                 |
| BAB 98                | Kreuz Singen – Singen                                | 2x2    | fertiggestellt (1975)                                                     | 1978                 |
| BAB 98                | Singen – Hilzingen                                   | 2x2    | möglicher weiterer Bedarf                                                 | 1978                 |
| BAB 98                | Hilzingen – Gottmadingen                             | 2x2    | 1. Fahrbahn Dringlichkeitsstufe Ia, 2. Fahrbahn möglicher weiterer Bedarf | 1978                 |
| BAB 98                | Gottmadingen – Bundesgrenze D/CH                     | 2x2    | möglicher weiterer Bedarf                                                 | 1978                 |

### Singen–Gottmadingen
In den 1980er Jahren wurde die BAB 81 um einige Kilometer von der Anschlussstelle Singen bis Gottmadingen-Bietingen verlängert, wo sie kurz vor der Schweizer Grenze in die B 34 mündet. Dieser Abschnitt war in der ursprünglichen Planung Bestandteil der BAB 98 (Hochrhein/Bodensee/Voralpen-Autobahn) und noch in den 1970er Jahren größtenteils als möglicher weiterer Bedarf in den Planungen geführt. Lediglich im Abschnitt von Hilzingen bis Gottmadingen war die Trasse als einbahnige Ortsumgehung Gottmadingen in Dringlichkeitsstufe Ia eingestuft.
Obwohl das Teilstück nur wenige Kilometer lang ist, war der Bau relativ aufwändig, da aus Landschafts- und Naturschutzgründen zwei Tunnelbauwerke und zwei Talbrücken gebaut werden mussten. Die schon Mitte der 1970er Jahre ausgearbeiteten Pläne sahen die Untertunnelung des Hohentwiels vor, um die Stadt Singen noch direkter anzubinden. Nachdem 1976 und 1979 erstmals Probebohrungen für den Tunnelbau stattgefunden hatten, begann der Bau des 800 m langen Hohentwieltunnels schließlich 1985.
Nach drei Jahren Bauzeit wurde das erste Stück von Singen bis Hilzingen am 30. Juni 1988 eröffnet, zwei Jahre später im Jahr 1990 das folgende Stück bis zum Autobahnende bei Gottmadingen. Auch hier wurde ein weiterer Tunnel gebaut, der rund 450 m lange Heilsbergtunnel bei Ebringen.

### Geplante nördliche Verlängerung nach 1990
Der Fall des Eisernen Vorhangs und die Deutsche Wiedervereinigung als Konsequenz der Ereignisse im Ostblock 1989 veränderten die Verhältnisse in Europa schlagartig. Die Grenzöffnung machte durch die Passierbarkeit ehemals durchschnittener Hauptverbindungen einen Aus- und Neubau dieser nötig. Bereits am 9. April 1991 beschloss die Bundesregierung das Programm Verkehrsprojekte Deutsche Einheit (VDE) im Vorgriff auf den Bundesverkehrswegeplan 1992. Neben dem Bau zahlreicher neuer Straßen-, Eisenbahn- und Wasserstraßenverbindungen enthielt das Programm eine neu einzurichtende Autobahnverbindung zwischen Erfurt und Schweinfurt. Dieses Vorhaben wurde bei Aufstellung des Bundesverkehrswegeplans 1992 nicht noch einmal geprüft, sondern sogar noch erweitert. So enthielt der Bedarfsplan des Vierten Gesetzes zur Änderung des Fernstraßenausbaugesetzes vom 15. November 1993 folgende nördliche Verlängerung der BAB 81:
| Abschnitt                                                                         | Ausbau | Stand                 |
| --------------------------------------------------------------------------------- | ------ | --------------------- |
| westl. Bernburg (geplante BAB 14) – Sangerhausen (geplante BAB 82, später BAB 38) | 2x2    | weiterer Bedarf       |
| Sangerhausen (geplante BAB 82, später BAB 38) – Erfurt (BAB 4)                    | 2x2    | vordringlicher Bedarf |
| Erfurt (BAB 4) – Schweinfurt/Werneck (BAB 7)                                      | 2x2    | vordringlicher Bedarf |

Die Nordwestumfahrung Würzburg war weiterhin nicht vorgesehen, so dass zwischen Schweinfurt und Würzburg-West eine Lücke klaffte. Die weitere Planung und letztliche Realisierung der Strecke Sangerhausen – Erfurt – Schweinfurt erfolgte, auch aufgrund des Wegfalls der Nordwestumgehung Würzburg, schließlich unter der Bezeichnung BAB 71.
Der Bedarfsplan des Fünften Gesetzes zur Änderung des Fernstraßenausbaugesetzes vom 4. Oktober 2004 enthielt zwar eine Nordwestumgehung von Würzburg im Zuge der BAB 81 nicht, auch die Eckverbindung Leonberg – Gärtringen blieb gestrichen. Die Verbindung nach Konstanz (B 33n) gliederte sich in den Abschnitt westlich Allensbach – Konstanz (2. Fahrbahn im vordringlichen Bedarf als Ergänzung der Bestandstrasse) und der OU Konstanz (laufendes Vorhaben, vierstreifig), wobei sie zwischen westlich Allensbach und Konstanz vierstreifig ausgebaut werden sollte. Zugleich war die vierstreifige OU Konstanz im Bedarfsplan als laufendes Vorhaben enthalten.

### Liste der Verkehrsfreigaben
| Abschnitt                                                        | Jahr | km      | Bemerkungen                                                                                           |
| ---------------------------------------------------------------- | ---- | ------- | --- |
| Dreieck Würzburg-West – AS Gerchsheim                            | 1974 | 3,2 km  | |
| AS Gerchsheim – AS Tauberbischofsheim                            | 1972 | 17,6 km | |
| AS Tauberbischofsheim – AS Boxberg                               | 1973 | 19,4 km | |
| AS Boxberg – AS Möckmühl                                         | 1974 | 24,9 km | |
| AS Möckmühl – Kreuz Weinsberg                                    | 1973 | 17,4 km | |
| Kreuz Weinsberg – AS Ludwigsburg-Nord                            | 1940 | 28,9 km | Zweibahniger Ausbau bei Weinsberg 1966 zusammen mit fertigem Abschnitt der Strecke Mannheim–Heilbronn |
| AS Ludwigsburg-Nord – Dreieck Leonberg                           | 1938 | 20,0 km | seit 1998 veränderte Trasse zwischen Stuttgart-Feuerbach und Leonberg (Engelbergtunnel)               |
| (AS Stuttgart-Vaihingen –) Kreuz Stuttgart – AS Sindelfingen-Ost | 1968 | 3,2 km  | zunächst als B 14, ab 1978 Autobahn (BAB 831, 1985 BAB 81)                                            |
| AS Sindelfingen-Ost – AS Böblingen/Sindelfingen                  | 1972 | 3,3 km  | zunächst als B 14, ab 1978 Autobahn (BAB 831, 1985 BAB 81)                                            |
| AS Böblingen/Sindelfingen – AS Ehningen                          | 1975 | 4,5 km  | zunächst als B 14, ab 1978 Autobahn (BAB 831, 1985 BAB 81)                                            |
| AS Ehningen – prov. Anschluss Villingendorf                      | 1978 | 62,6 km | Ehningen – Kreuz Herrenberg (heute: AS Gärtringen) zunächst als BAB 831, ab 1985 BAB 81               |
| prov. Anschluss Villingendorf – AS Villingen-Schwenningen        | 1977 | 12,7 km | |
| AS Villingen-Schwenningen – AS Geisingen                         | 1975 | 23,6 km | |
| AS Geisingen – AS Engen                                          | 1973 | 13,9 km | |
| AS Engen – AS Singen                                             | 1975 | 9,3 km  | Kreuz Singen (heute: Kreuz Hegau) – Singen zunächst BAB 98, ab 1978 BAB 81                            |
| AS Singen – AS Hilzingen                                         | 1988 | 4,1 km  | |
| AS Hilzingen – AS Gottmadingen                                   | 1990 | 4,6 km  | |

### Solardach-Demonstratoren
Für die Raststätte Im Hegau-Ost ist der Bau von Demonstratoren für Photovoltaikanlagen geplant, womit die Stromerzeugung an Autobahnen erprobt werden soll. Es soll sich um ein 10 × 17 Meter großes Dach bestehend aus Photovoltaikmodulen handeln.

## Verkehrsaufkommen
Als eine von nur zwei überregionalen Autobahnen im Gebiet der Region Stuttgart und wichtige internationale Nord-Süd-Verbindung zwischen Norddeutschland und der Schweiz weist die BAB 81 insbesondere im gesamten Abschnitt zwischen Heilbronn und Stuttgart ein hohes Verkehrsaufkommen auf. Daher wurde bereits in den 1970er Jahren ein großer Teil der Autobahn in diesem Bereich sechsstreifig ausgebaut. Auf der gemeinsamen Trasse mit der BAB 8, die seit 2017 durchgehend achtstreifig ist, fahren täglich durchschnittlich mehr als 150.000 Fahrzeuge. Es handelt sich um den meistbefahrenen Autobahnabschnitt in Baden-Württemberg sowie einen der verkehrsintensivsten in ganz Deutschland.
Demgegenüber steht der eher schwach befahrene Abschnitt zwischen Würzburg und Heilbronn, dieser dient vorrangig dem Fernverkehr zwischen Südwest- und Mitteldeutschland. Außerdem befinden sich in diesem Bereich keine größeren Städte. Zwischen Stuttgart und Gottmadingen befährt im nördlichen Bereich relativ viel Pendlerverkehr die BAB 81, das Verkehrsaufkommen nimmt in Richtung Süden dann stetig weiter ab.
Abschnitte mit DTV von mehr als 120.000 pro Tag
| Abschnitt                                          | DTV     |
| -------------------------------------------------- | ------- |
| AS Heilbronn/Untergruppenbach – AS Ilsfeld         | 103.000 |
| AS Ilsfeld – AS Mundelsheim                        | 106.500 |
| AS Mundelsheim – AS Pleidelsheim                   | 108.200 |
| AS Pleidelsheim – AS Ludwigsburg-Nord              | 110.100 |
| AS Ludwigsburg-Nord – AS Ludwigsburg-Süd           | 126.900 |
| AS Ludwigsburg-Süd – AS Stuttgart-Zuffenhausen     | 127.900 |
| AS Stuttgart-Zuffenhausen – AS Stuttgart-Feuerbach | 116.900 |
| AS Stuttgart-Feuerbach – Dreieck Leonberg          | 114.000 |
| Dreieck Leonberg – AS Leonberg-Ost                 | 140.500 |
| AS Leonberg-Ost – Kreuz Stuttgart                  | 154.000 |
| Kreuz Stuttgart – AS Sindelfingen-Ost              | 128.000 |
| AS Sindelfingen-Ost – AS Böblingen-Ost             | 118.900 |

## Ausbau

### Sechsstreifiger Ausbau Weinsberg – Stuttgart-Feuerbach
Der Autobahnabschnitt zwischen Heilbronn und Stuttgart (Kreuz Weinsberg–Dreieck Leonberg) ist nicht nur der älteste, sondern auch der insgesamt am stärksten befahrene Abschnitt der gesamten BAB 81. Der Ausbau von vier auf sechs Fahrstreifen mit Standstreifen begann bereits in den 1970er Jahren, beschränkte sich zunächst jedoch auf den Bereich zwischen den Anschlussstellen Heilbronn/Untergruppenbach und Stuttgart-Feuerbach.
Im Zuge des Ausbaus, der von 1976 bis 1978 stattfand, wurde die Neckarbrücke bei Beihingen um ein zweites Bauwerk ergänzt. Im Gegensatz zur bestehenden Brücke, die 1934 gebaut wurde und nach provisorischer Beseitigung der Kriegsschäden 1965 originalgetreu wiederaufgebaut wurde, ist der Neubau als Balkenbrücke ausgeführt.
Im Rahmen des Ausbaus wurde ein rund 1,5 Kilometer langes Teilstück zwischen den Anschlussstellen Ilsfeld und Mundelsheim verlegt. Die noch vorhandenen – in den 1950er Jahren nach Reichsautobahn-Standard verlegten Betonplatten – wurden erst 2003 entfernt und die alte Trasse für 600.000 Euro renaturiert. Eine Initiative von Hobbyforschern, die auf einen Verzicht des teuren Abbaus drängte, um den ehemaligen Abschnitt als Denkmal zu erhalten, verlief erfolglos. Der alte Verlauf ist noch als Schneise in der Natur erkennbar, teilweise mit einem Feldweg genutzt.
In der Nähe des Ortes Winzerhausen, östlich der aktuellen Trassierung, sind jedoch 770 Meter des rechten Fahrstreifens (in Fahrtrichtung Heilbronn) der im Jahr 1940 eröffneten Trassierung der Strecke 39 der Reichsautobahn bis heute als Waldweg teilweise erhalten geblieben. Dies ist besonders deswegen bemerkenswert, da nach Meinung des Vorsitzenden des Historischen Vereins Bottwartal e.V, Gerfried O. Wegner, und älterer Einwohner der Bau dieses Streckenabschnittes zum umgangssprachlichen Beinamen „Rio“ des Ortes Winzerhausen geführt haben könnte.
Erst in den 1980er Jahren wurde auch im nördlichsten Teil des Abschnitts zwischen dem Kreuz Weinsberg und der Anschlussstelle Heilbronn/Untergruppenbach mit dem sechsstreifigen Ausbau begonnen. Die Weiterführung des Ausbaus nach Süden bis zum Dreieck Leonberg wurde aufgrund des Planungsaufwands zunächst zurückgestellt – die Frage über die Südverlängerung von Leonberg bis Gärtringen und die Variantenbewertung war nach wie vor offen.

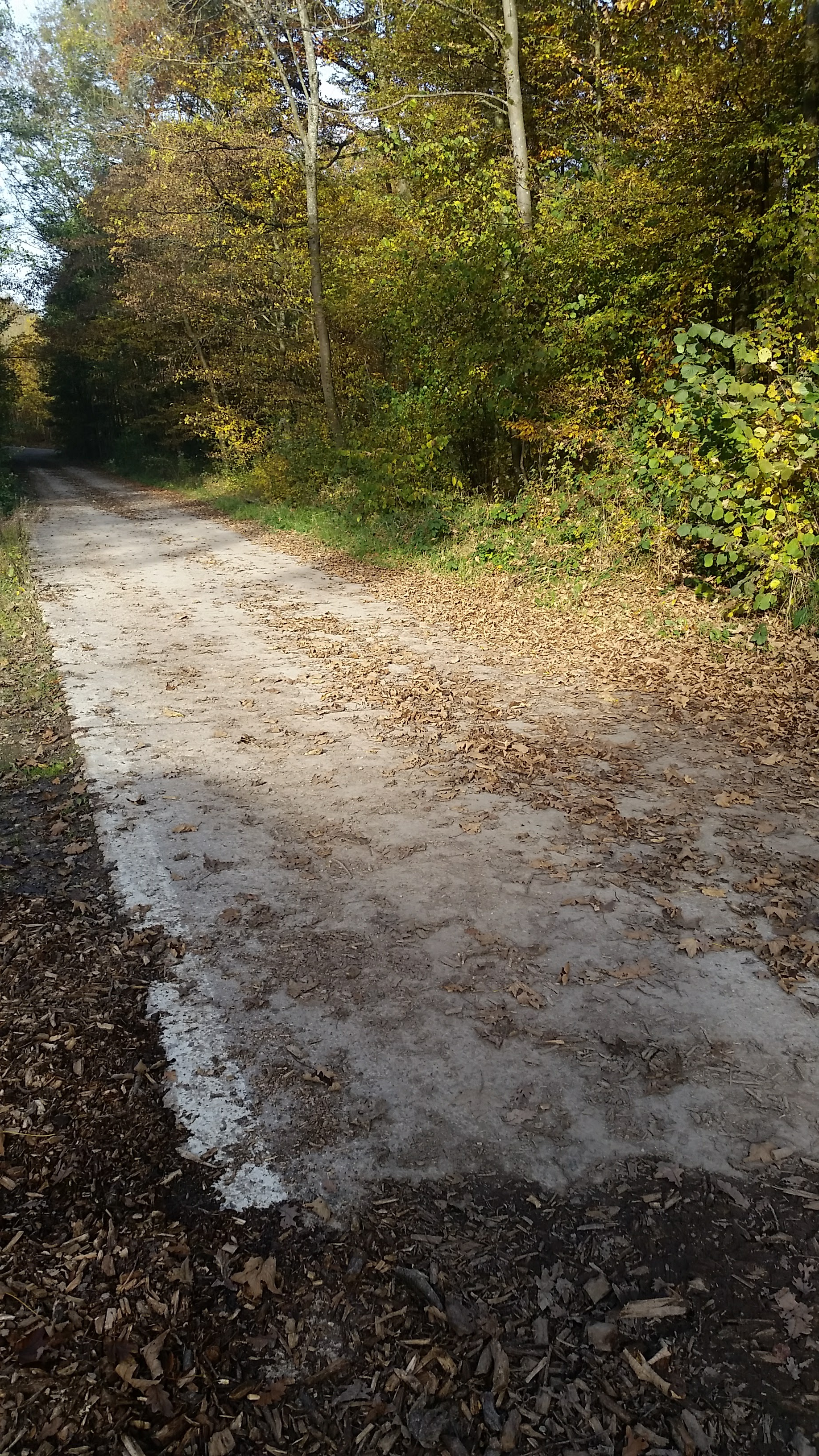
Teilweise erhalten gebliebener Abschnitt der RAB Strecke 39 Nähe Winzerhausen
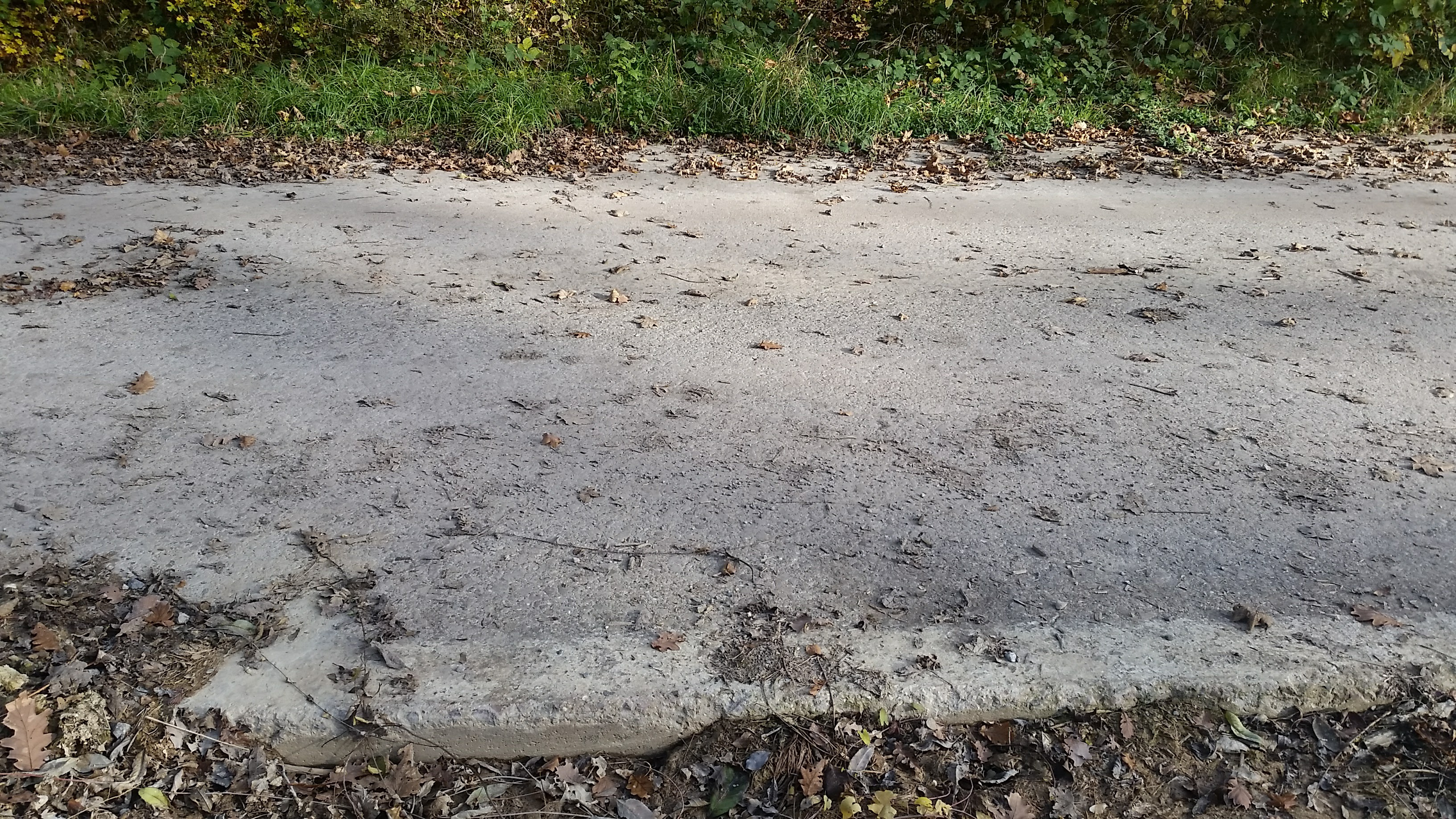
Rechte Fahrspur in Fahrtrichtung Heilbronn
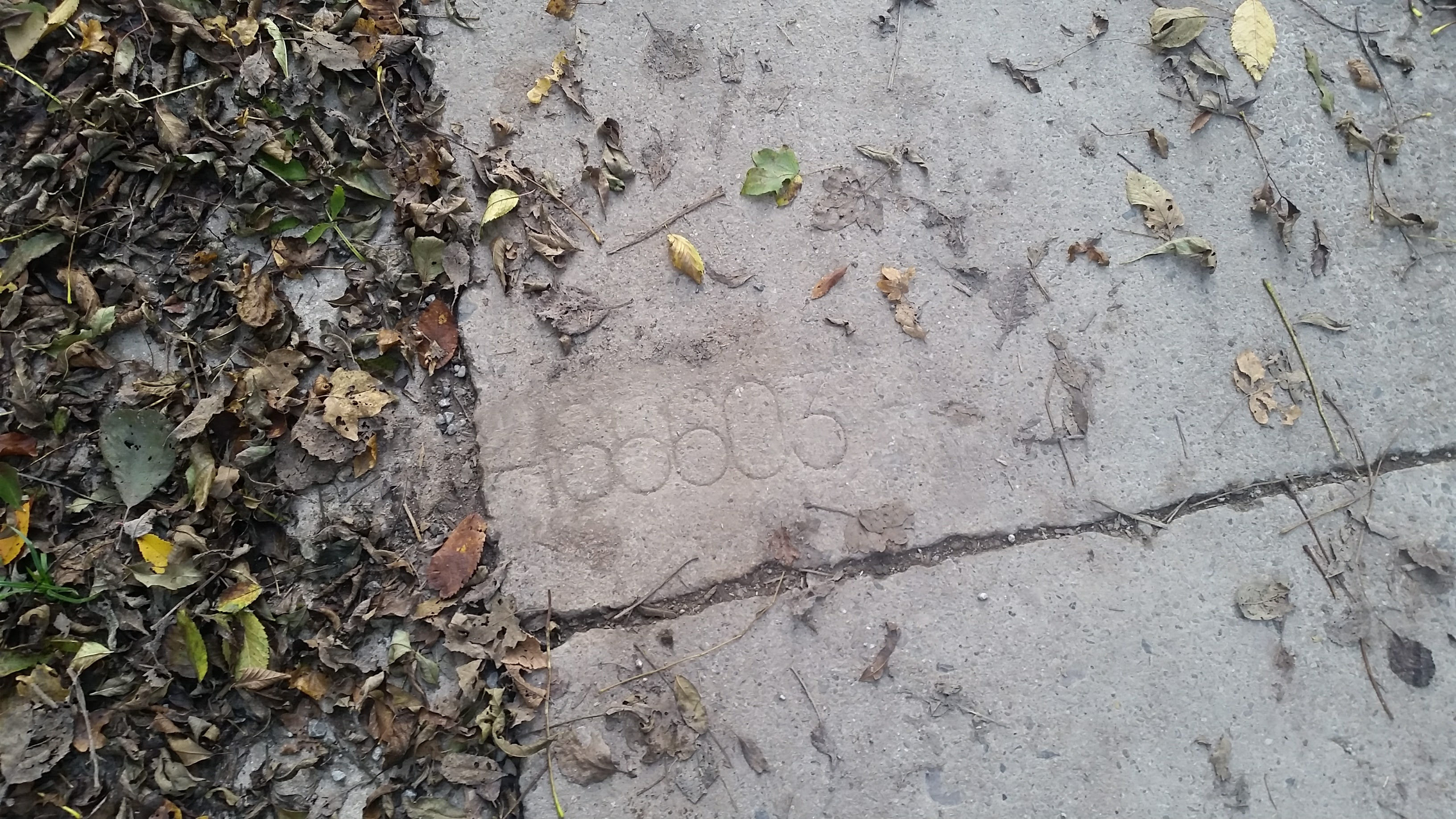
Betonplatten aus den 1950er Jahren mit Nummerierung

### Umbau der Anschlussstelle Stuttgart-Zuffenhausen

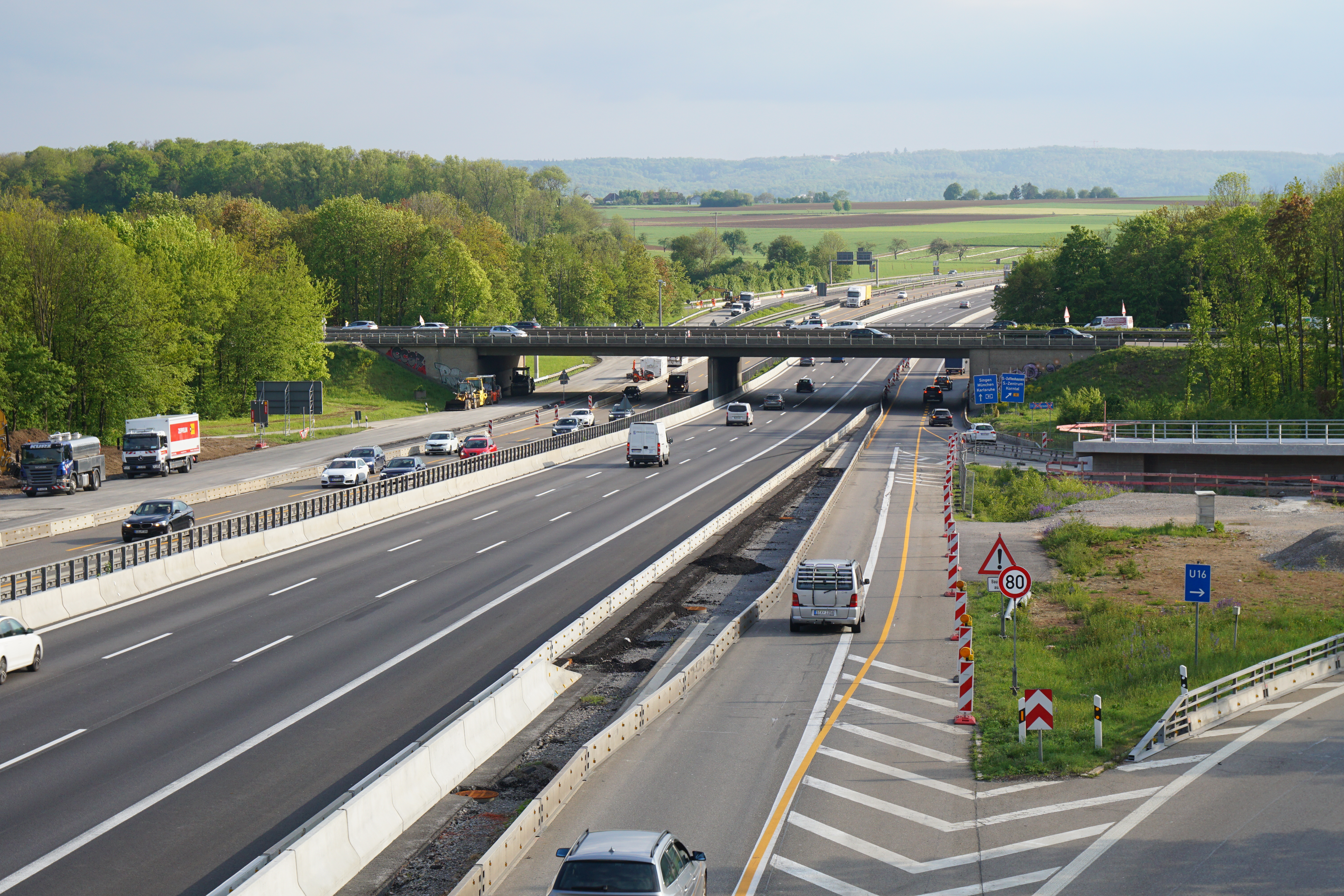
Anschluss Zuffenhausen im Mai 2019 während des Umbaus: Rechts am Rand die neue Brücke

Die Anschlussstelle Stuttgart-Zuffenhausen stellt für den von Norden kommenden Verkehr die wichtigste Möglichkeit dar, das Stuttgarter Stadtgebiet zu erreichen. Diese ist wie ein Autobahnkreuz in Kleeblattform ausgeführt und führt auf die autobahnähnlich ausgebaute B 10. Die westliche Parallelfahrbahn war stauanfällig, da der von der Autobahn kommende und auf die B 10 in Richtung Stuttgart fahrende Verkehr den Fahrstreifen wechseln musste, zugleich mit dem von der B 10 kommenden Verkehr, der wechseln musste, um auf die BAB 81 zu gelangen. Um die Verkehrsströme voneinander zu entflechten, wurde die westliche Parallelfahrbahn unter dem nordwestlichen Ohr der Anschlussstelle hindurchgeführt, sodass der auf die Autobahn fahrende Verkehr von links einfädelt und daher keinen Spurwechsel mehr vollziehen muss – gleiches gilt auch für den in Richtung Stuttgart abfahrenden Verkehr. Für diese Lösung wurde ein Brückenbauwerk neugebaut.
Planungen für diesen Umbau existieren seit Mitte der 2010er Jahre. Anfang 2017 wurde mit ersten bauvorbereitenden Maßnahmen wie Rodungen begonnen, der eigentliche Brücken- und Fahrbahnbau folgte 2018 bis 2019. Auch der nordöstliche Quadrant wurde im selben Zeitraum umgebaut und weist nun einen größeren Durchmesser auf.

### Neubau des Engelberg-Basistunnels
Zwischen Anschlussstelle Stuttgart-Feuerbach und dem Autobahndreieck Leonberg wurde die BAB 81 sechsstreifig ausgebaut. Zwischen Heilbronn und Stuttgart war damit der Engelbergtunnel das letzte Nadelöhr. Die bis zu sechs Prozent steile, vierstreifige Strecke ohne Seitenstreifen folgte prinzipiell derselben Trassierung wie beim Bau in den 1930er Jahren und stellte besonders für LKWs einen Unfallschwerpunkt dar. Dieser relativ kurze Abschnitt wurde erst spät ausgebaut, der Grund lag in der Komplexität des Vorhabens und in den Planungen für die Weiterführung der Autobahn über Leonberg hinaus in Richtung Herrenberg. Seit Mitte der 1960er Jahre wurden verschiedene Trassenführungen ausgearbeitet, von denen ein schließlich in Dringlichkeitsstufe I aufgenommener Entwurf eine Verschwenkung der BAB 81 in Höhe der Anschlussstelle Stuttgart-Zuffenhausen vorsah, diese nördlich und westlich um Leonberg herum geführt worden wäre, die BAB 8 gekreuzt hätte und über Renningen weiter nach Süden verlaufen wäre. Die bestehende Engelbergtrasse sollte als Ostumgehung Leonberg erhalten und zur B 295 umgewidmet werden, die somit aus dem Stadtgebiet heraus verlegt worden wäre.
Einige Jahre nach Planungsaufnahme entschied man sich schließlich für die Weiterführung der BAB 81 südlich über das Autobahndreieck Leonberg hinaus. Zum Erhalt der Leistungsfähigkeit der Strecke war nun ein sechsstreifiger Ausbau des Engelbergabschnitts vorgesehen. Die Lösung, die bestehende Trasse zu verbreitern und eine dritte Tunnelröhre parallel zu den ersten beiden zu bauen, wurde schnell wieder fallen gelassen: Nicht nur die relativ starken Steigungen waren für den Weiterbetrieb ungeeignet, die Autobahn lag, nachdem seit den 1950er Jahren das Gebiet östlich der Autobahn mit Wohngebieten bebaut wurden, nun mitten im dicht besiedelten Leonberger Stadtgebiet. Als wirkungsvollste Lösung, sowohl eine breitere Fahrbahn als auch geringere Steigungen und Lärmschutz zu gewährleisten, bot sich daher der Bau eines längeren Basistunnels weit unterhalb der bisherigen Bergstrecke an.
Schon 1975 wurde das Projekt Engelberg-Basistunnel in den Bedarfsplan für Bundesfernstraßen aufgenommen. Ein 1 km langer Sondierstollen wurde in den Jahren 1977 und 1978 am nördlichen Ende gegraben, um Informationen über geologische Faktoren beim geplanten Tunnelbau zu erhalten. Das Planfeststellungsverfahren wurde im März 1982 aufgenommen, am 18. Januar 1985 erging für den Neu- und Ausbau des Autobahnabschnitts der Planfeststellungsbeschluss.
Der Baubeginn wurde durch einen weiteren Beschluss verzögert: Die Planungen für den Lückenschluss der BAB 81 zwischen Leonberg und Herrenberg wurden mit Bescheid vom 2. April 1985 aus ökologischen Gründen aufgegeben, stattdessen legte man die BAB 81 nun auf die Trasse der BAB 8 und BAB 831, wodurch ebenfalls eine durchgehende Autobahnnummerierung entstand. Der nun nicht mehr vorgesehene Umbau des Autobahndreiecks Leonberg zum Autobahnkreuz machte eine Neukonzeption dieses ebenfalls noch aus den 1930er Jahren stammenden Kreuzungsbauwerks notwendig. Insbesondere die 270°-Schleife, die von Karlsruhe kommende Autofahrer durchfahren mussten, um auf die BAB 81 nach Norden zu gelangen, sorgte mit der direkt folgenden Anschlussstelle Stuttgart-West/Leonberg für Konflikte. Die genannte Anschlussstelle wurde noch vor Beginn der Neuplanung des Autobahndreiecks aufgegeben und durch eine Anschlussstelle an der BAB 8 östlich des Dreiecks ersetzt.
Der Planfeststellungsbeschluss für den Umbau des Autobahndreiecks Leonberg erging am 3. Dezember 1993, das Ausschreibungsverfahren startete am 1. März 1994. Nach erfolgreicher Auftragserteilung begannen die Bauarbeiten für den Neubau des Engelbergabschnitts am 24. Juli 1995. Die Maßnahmen umfassten 5 km Neu- und Ausbaustrecke an der BAB 81 und 3,5 km Ausbaustrecke an der BAB 8 in Bereich des Autobahndreiecks und der Anschlussstelle Leonberg. Der Bau der eigentlichen Tunnelröhren startete am 14. November 1995. Im Sommer 1997 waren beide Röhren im Rohbau fertiggestellt. Einige hundert Meter am Südportal des Engelberg-Basistunnels wurden dabei nicht bergmännisch vorangetrieben, sondern in offener Bauweise aufgeführt, um dem Lärmschutz Rechnung zu tragen. Prinzipiell handelt es sich um eine Verlängerung des Bauwerks in Form einer Einhausung. Die Oströhre wurde am 11. September 1998 in Betrieb genommen, wobei beide Fahrtrichtungen im Gegenverkehr zweispurig durch diese geführt worden – die alte Bergtrasse durch den alten Engelbergtunnel war von diesem Tag an stillgelegt und der Verkehr floss erstmals 60 m tiefer durch eine moderne Tunnelröhre, die nur etwa 0,9 % Längsneigung aufweist. Im August 1999 ging auch die Weströhre in Betrieb, womit die BAB 81 zwischen Weinsberg und Leonberg nun durchgehend sechsspurig war. Gleichzeitig ging das umgebaute Autobahndreieck Leonberg in Betrieb, das statt einer linksgeführten Trompete nun ausschließlich über zwei- bis dreispurige Direktrampen verfügt und mit der Anschlussstelle Leonberg der BAB 8 (seit 2008 Leonberg-Ost) einen gemeinsamen Verflechtungsbereich teilt.
Mit dem Abriss der alten Bergtrasse wurde schon unmittelbar nach der Verkehrsumlegung im September 1998 begonnen. Dabei wurde auch die Oströhre des alten Tunnels mit Erdreich zugeschüttet, während die Weströhre erhalten blieb, da die Stadt Leonberg eine Umgehungsstraße unter Nutzung der alten Autobahntrasse und einer der Tunnelröhren plante, wenngleich diese auch nie realisiert wurde. Einige Jahre später wurde auch das Nordportal der alten Weströhre zugeschüttet, das Südportal wurde aufgrund des Umbaus zu einer Gedenkstätte mitsamt 20 m der ehemaligen Tunnelröhre erhalten und saniert. Die Gedenkstätte wurde am 8. Mai 2005 – auf den Tag genau 60 Jahre nach Ende des Zweiten Weltkriegs in Europa – eröffnet.
Der Bau des neuen, pro Fahrtrichtung dreistreifigen Basistunnels kostete statt der ursprünglich geplanten 604 Millionen DM rund 850 Millionen DM (695 Millionen Euro).

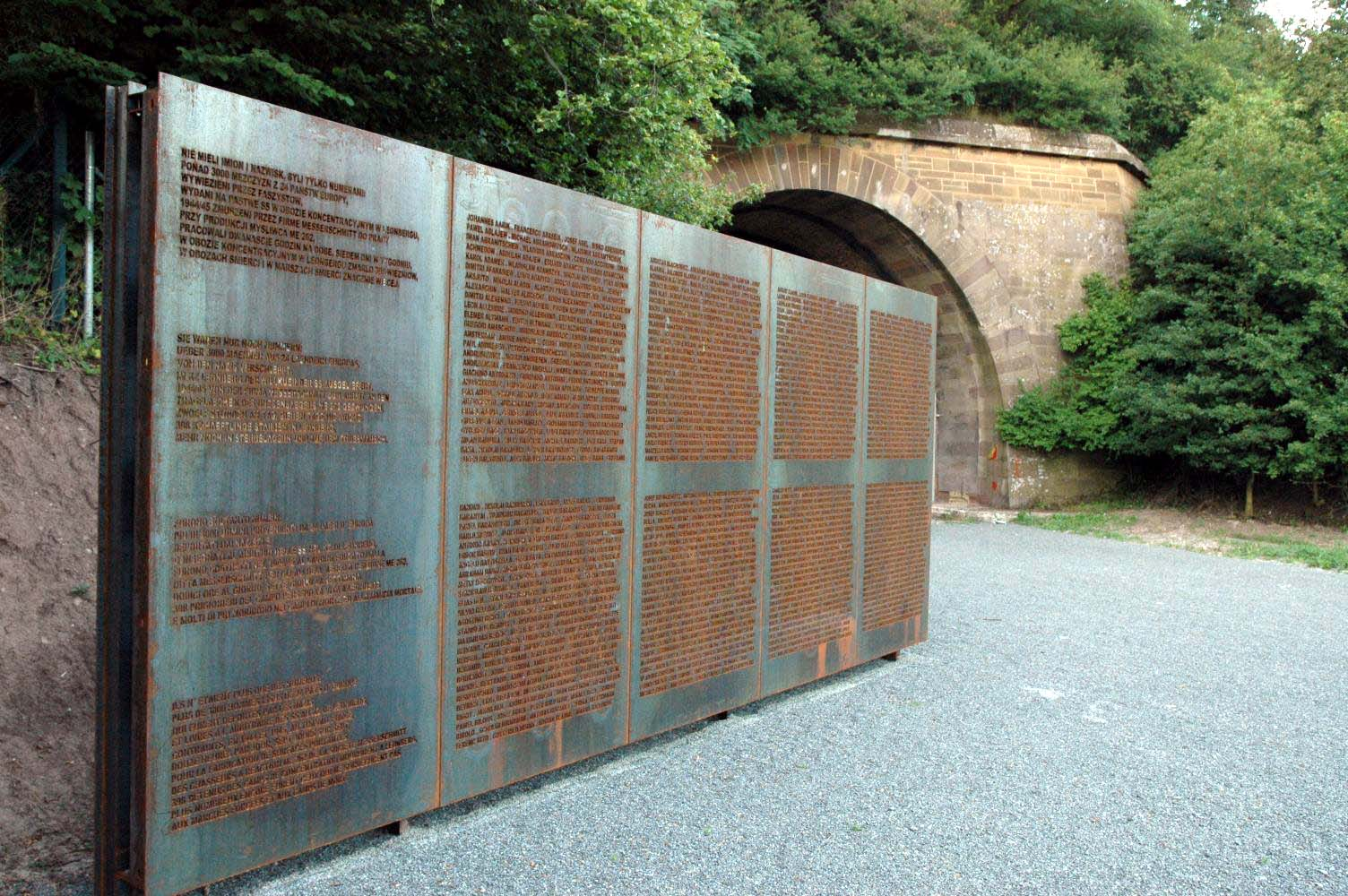
Namenswand vor der KZ-Gedenkstätte im alten Engelbergtunnel einige Wochen nach Eröffnung
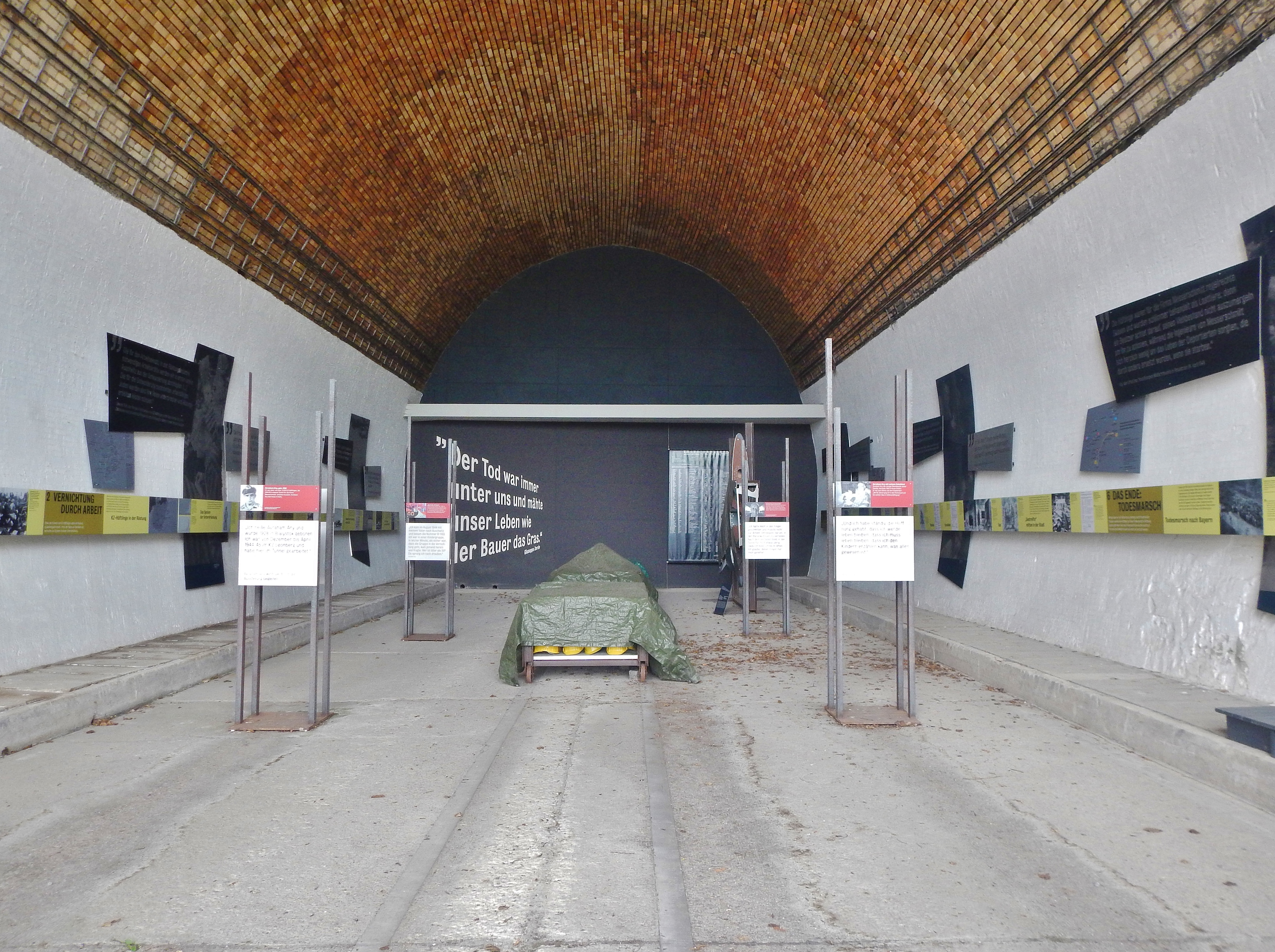
Originale Innenverkleidung und Exponate
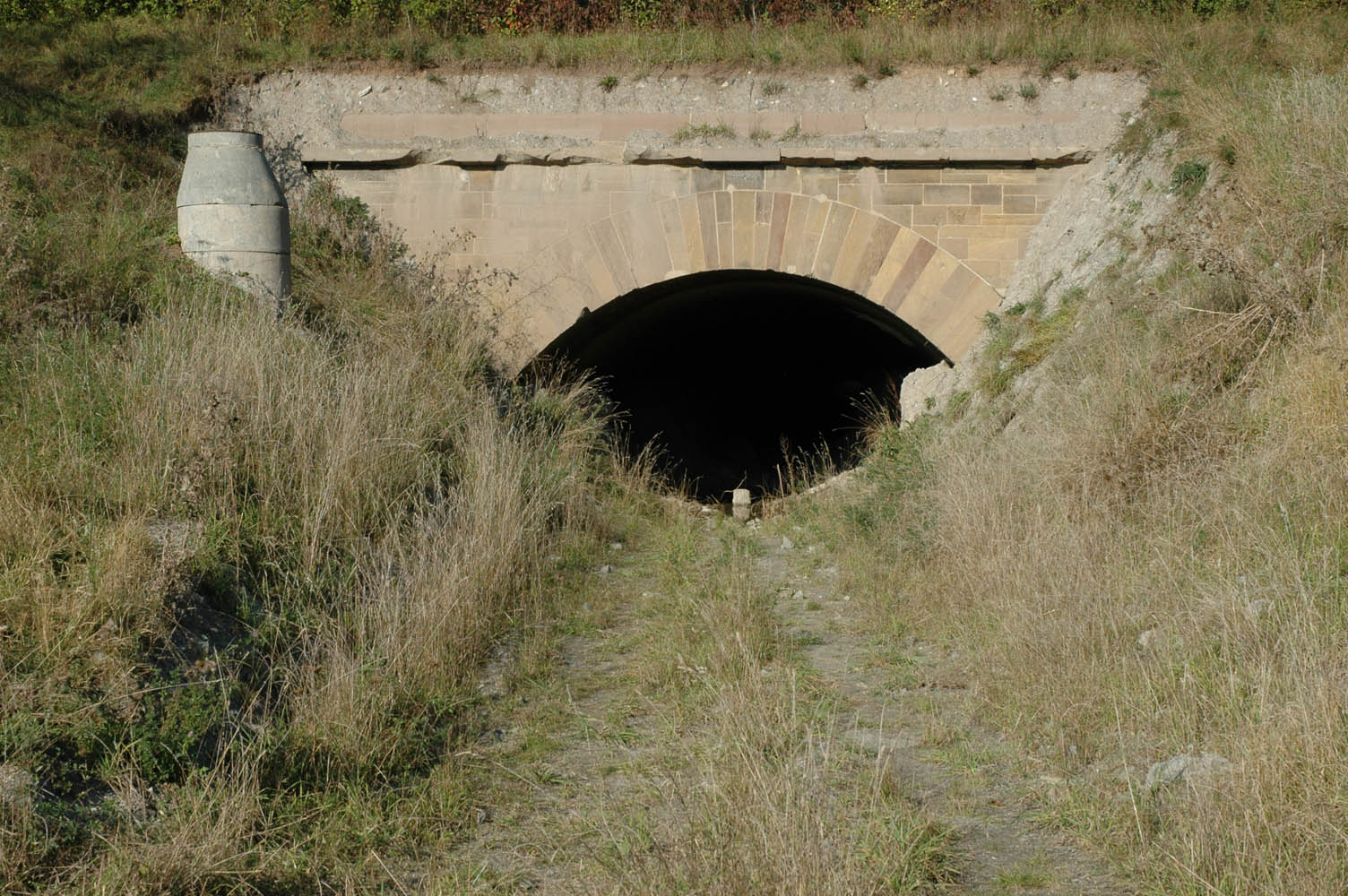
Im Mai 2006 wurde die alte Oströhre provisorisch geöffnet und aufgrund des schlechten Erhaltungszustands endgültig verfüllt
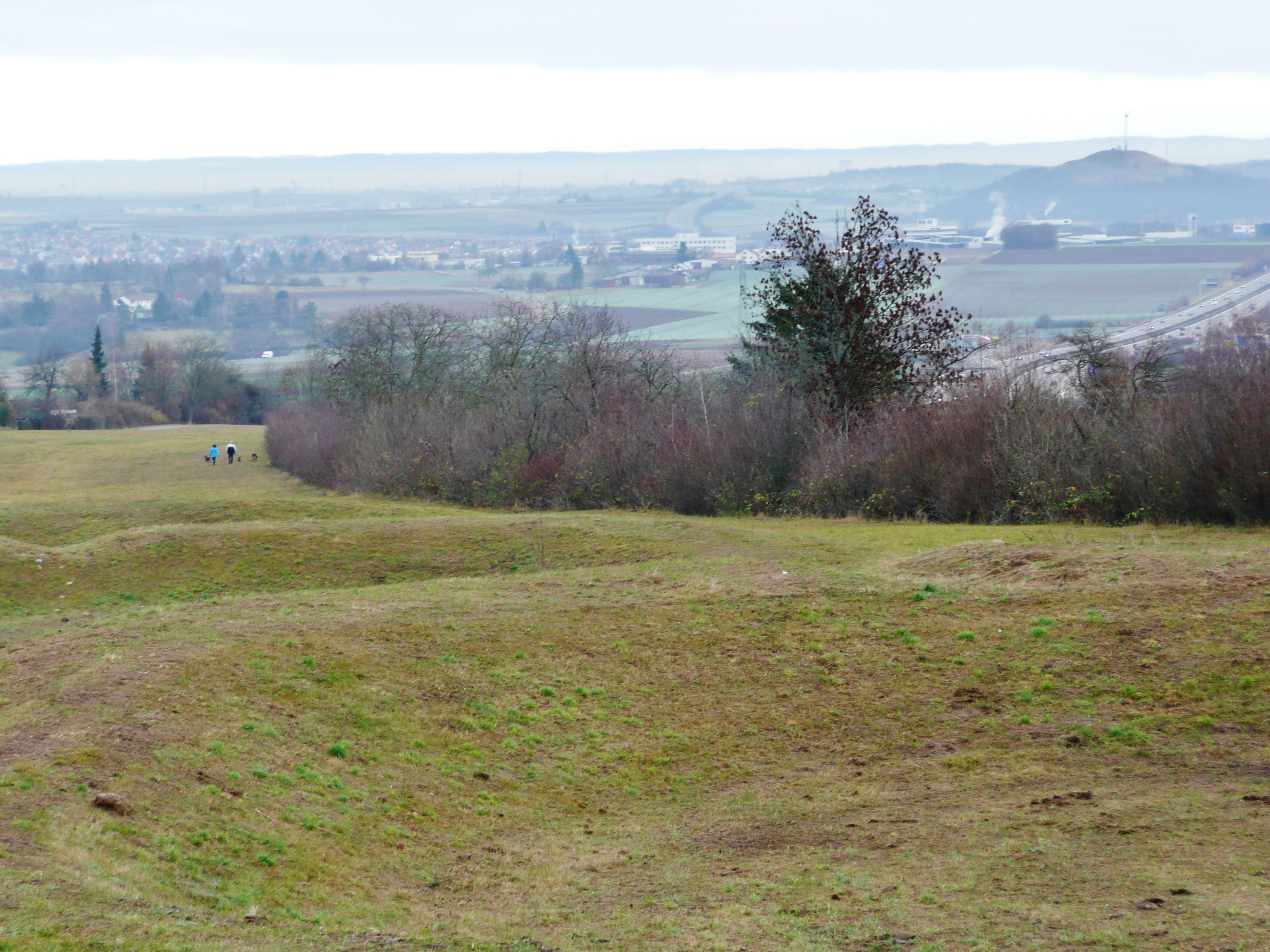
Renaturierte alte Bergtrasse und tieferliegende neue Trasse durch den Basistunnel

### Sechsstreifiger Ausbau Kreuz Stuttgart – Gärtringen
Im Zuge der Aufgabe der Pläne für die Direktverbindung Leonberg–Gärtringen wurde als Ersatzmaßnahme der sechsstreifige Ausbau der BAB 831, die nun zur BAB 81 umgewidmet wurde, forciert. Problematisch von Anfang an war hierbei die Trassenführung mitten durch dicht bebautes Gebiet der Städte Böblingen und Sindelfingen: Die ab Anfang der 1960er Jahre als Bundesstraße 14 gebaute Schnellstraße wurde ohne bauliche Anpassungen 1978 zur Bundesautobahn aufgestuft. Dies hat zur Folge, dass neben einem bislang unzureichendem Lärmschutz zwischen dem Autobahnkreuz Stuttgart und der Anschlussstelle Böblingen-Hulb über weite Strecken kein Standstreifen vorhanden ist.

#### Kreuz Stuttgart – Sindelfingen-Ost
Dieser Abschnitt war schon zum Zeitpunkt des Baus Mitte der 1960er Jahre mit drei Fahrstreifen pro Fahrtrichtung versehen, allerdings ohne Standstreifen. Zunächst war sie Teil der B 14 und führte nur von der Anschlussstelle Stuttgart-Vaihingen der heutigen BAB 831 zur Anschlussstelle Böblingen-Ost. Jedoch wurde der rechte Fahrstreifen an der Anschlussstelle Sindelfingen-Ost nahtlos als Verzögerungsstreifen weitergeführt. Die durch das Kreuz führende Hauptfahrbahn war ursprünglich auch sechsstreifig, jedoch später durch zahlreiche Umbauten am verkehrsreichen Autobahnkreuz Stuttgart schließlich vierstreifig ummarkiert. Mit Stand 2023 ist der Abschnitt Kreuz Stuttgart–Sindelfingen-Ost effektiv nur vierstreifig, da der rechte Fahrstreifen als durchgehender Beschleunigungs- bzw. Verzögerungsstreifen mit Breitstrichmarkierung ausgeführt ist.
Die Straßenbauverwaltung des Landes Baden-Württemberg legte am 19. Dezember 2017 eine Machbarkeitsstudie über den Ausbau der Strecke auf 6 Streifen + Verflechtungsstreifen zur weiteren Abstimmung dem Bundesverkehrsministerium vor. Die Studie beinhaltet auch einen achtstreifigen Ausbau der A 8 im näheren Umfeld des Autobahnkreuzes. Die Gesamtkosten dieser Um- und Ausbaumaßnahmen werden auf 90 Millionen Euro geschätzt. Das Projekt befindet sich in der Planungsphase, in der Planung soll dabei eine halbdirekte Rampe von München in Richtung Singen führen.

#### Sindelfingen-Ost – Böblingen-Hulb
Die Planungfeststellung für diesen Bereich sieht den Bau einer rund 850 m langen Lärmschutzeinhausung vor. Im Anschluss an die überdeckelte Strecke sollen weitere 3,4 Kilometer Lärmschutzwände gebaut werden und ein schallmindernder Asphalt verwendet werden. Zusätzlich werden im Bereich der Anschlussstellen Sindelfingen-Ost und Böblingen-Ost das Straßennetz und damit auch die Anschlussstellen selbst neu geordnet: Die bisher als Gabelung in Fahrtrichtung Stuttgart ausgeführte Anschlussstelle Böblingen-Ost soll zu einem Vollanschluss umgebaut werden und zur Tilsiterstraße in Sindelfingen verbinden. Die Kreisstraße 1055 ist seit Ende 2021 nach Norden durchgezogen, um das Gewerbegebiet Sindelfingen-Ost besser erschließen zu können. Im Gegenzug fallen an der benachbarten Anschlussstelle Sindelfingen-Ost die Ein- und Ausfahrtrampen der Fahrtrichtung Singen weg. An der Anschlussstelle Böblingen/Sindelfingen werden die südliche Abfahrtsrampen verlegt, um eine direkte Anbindung an die Flugfeldallee und den Stadtteil Flugfeld zu ermöglichen.
Das Planfeststellungsverfahren des als vordringlicher Bedarf eingestuften Vorhabens sollte im ersten Halbjahr 2014 beginnen. Ende Mai 2014 wurden die Vorentwürfe dem Bundesverkehrsministerium zur Erteilung des Einvernehmens zugeleitet, im Herbst 2014 wurden noch weitere Erläuterungen zum Schallschutz sowie zum 850 m langen Tunnel vom Bundesverkehrsministerium gefordert und durch das baden-württembergische Verkehrsministerium zeitnah übermittelt. Parallel erfolgte eine neue Prüfung durch den Bundesrechnungshof und das Ergebnis wurde Ende Juli 2015 an das Bundesministerium übermittelt.
Im Oktober 2015 erfolgte dann der Gesehen-Vermerk durch das Bundesverkehrsministerium, sodass das Planfeststellungsverfahren im Juni 2016 eingeleitet werden konnte. Während des laufenden Verfahrens wurde im Sommer 2017 ein Baustarttermin im Jahr 2020 und eine Bauzeit von sechs Jahren angenommen. Die Planfeststellung erfolgte im September 2018, sodass erste bauvorbereitende Arbeiten schon Ende 2019 durchgeführt werden konnten.
Der Spatenstich für die Neugestaltung des untergeordneten Straßennetzes erfolgte am 9. September 2020. Erstes Teilprojekt war der Bau einer Querverbindung parallel zur Autobahn zwischen Leibnizstraße und Stuttgarter Straße. Diese wurde bis Ende 2021 mit der K 1055 unmittelbar südlich der Anschlussstelle Böblingen-Ost verbunden. Im Zuge des weiteren Ausbaus werden die Gewerbegebiete Sindelfingen-Ost, Böblingen-Hulb und Stuttgart-Waldplätze über die B 464, K 1055 und K 1057 miteinander verbunden. Nach Abschluss der Bauarbeiten dient die Querspange außerdem der Entlastung der Autobahn vom Lokalverkehr sowie als Umleitungsstrecke bei Störungen. Während der Bauphase soll sie einen Teil des von der Autobahn auf- und abfahrenden Verkehrs aufnehmen, wenn Bauarbeiten im Bereich der Anschlussstellen stattfinden werden.
Zwischen Februar 2021 und März 2023 wurde die Eisenbahnbrücke der Rankbachbahn in Zusammenarbeit mit der DB Netz AG (heute DB InfraGO) durch einen längeren Neubau ersetzt. Die neue Brücke überspannt die IBM-Straße auf der Sindelfinger Seite, die verbreiterte Autobahn und die Querspange zwischen Flugfeld und Leibnizstraße.
Feierlicher Baubeginn für den sechsstreifigen Ausbau im Bereich Böblingen/Sindelfingen war am 2. Juli 2021, gleichzeitig wurde mit dem Ersatzneubau der Überführung der K 1073 (Calwer Straße) über die BAB 81 begonnen.

#### Böblingen-Hulb – Gärtringen
Zwischen den Anschlussstellen Böblingen-Hulb und Gärtringen wurde 2002 die Richtungsfahrbahn Singen aufgrund des hohen Verkehrsaufkommens um einen weiteren Fahrstreifen ergänzt. Dies geschah allerdings unter Wegfall des Standstreifens, wodurch die Fahrstreifen eine reduzierte Breite aufwiesen. Der Planfeststellungsbeschluss für den vollständigen sechsstreifigen Ausbau in diesem Bereich erging im Februar 2006, mit vorbereitenden Arbeiten wurde nach dem ersten Spatenstich am 31. Juli 2009 begonnen. Die eigentlichen Bauarbeiten an der rund 7 km langen Ausbaustrecke begannen im Mai 2011. Für etwa 43,7 Millionen Euro entstanden neben breiteren Richtungsfahrbahnen umfangreiche Lärmschutzmaßnahmen sowie Umstrukturierungen im nachgeordneten Straßennetz. Nach knapp zwei Jahren Bauzeit wurde der Ausbauabschnitt im März 2013 dem Verkehr übergeben.

### Verkehrsbeeinflussungsanlagen

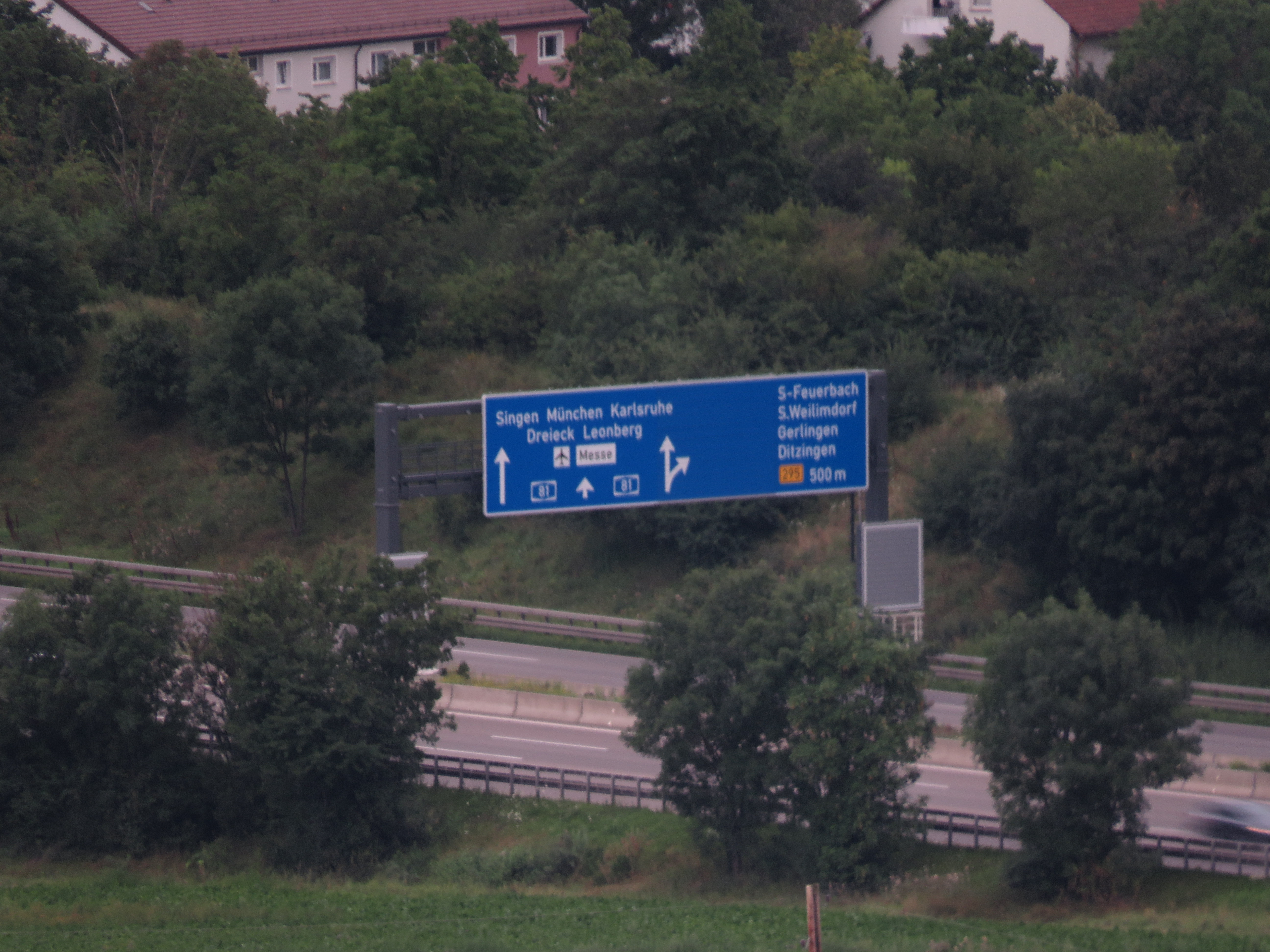
Wechselwegweiser und Anzeigetafel der (zum Aufnahmezeitpunkt ausgeschalteten) temporären Seitenstreifenfreigabe

Der stark befahrene Abschnitt Heilbronn–Stuttgart ist zwischen der Anschlussstelle Mundelsheim und dem Dreieck Leonberg auf 26 km Länge mit einer Streckenbeeinflussungsanlage (SBA) ausgerüstet. Dabei handelt es sich um eine entlang der Strecke angebrachte Anlage, die den Verkehrsfluss misst und anhand des Verkehrsaufkommens, aber auch anderweitiger Störungen, über Schilderbrücken mit LED-Tafeln (Anzeigequerschnitt) etwa die Höchstgeschwindigkeit bestimmt. Diese beträgt normalerweise 120 km/h, im Bereich des Engelbergtunnels 100 km/h. Unter den LED-Tafeln für jeden Fahrstreifen befindet sich eine zusätzliche Anzeigetafel für Textinformationen. Die Anlage wurde in zwei Etappen in den Jahren 2012 und 2014 in Betrieb genommen.
Als kurzfristige Maßnahme bis zu einem eventuellen Ausbau der Autobahn auf acht Fahrstreifen wurde die Einrichtung einer temporären Standstreifenfreigabe (TSF) erwogen. Erste konkrete Pläne gehen auf das Jahr 2009 zurück, als die Einrichtung einer TSF zusammen mit der ohnehin geplanten Installation der Streckenbeeinflussungsanlage voraussichtlich ab dem Jahr 2011 oder 2012 vorgesehen war. Zum Aufbau der TSF kam es auch nach Inbetriebnahme dieser im Frühjahr 2014 nach wie vor nicht, da nicht klar war, ob die Statik der aus der Zeit des Ausbaus in den 1970er Jahren stammenden Brückenbauwerke für den Betrieb mit vier Fahrspuren pro Richtung ausreichend ist. Erst Ende 2016 wurde in einem Gutachten die Tragfähigkeit der Brückenbauwerke bestätigt, sodass man von einer Einrichtung der Standstreifenfreigabe in den Jahren 2020 bis 2022 ausging.
Beim Bau der Streckenbeeinflussungsanlage wurden dennoch einige Vorbereitungen getroffen, diesen Abschnitt später um eine TSF zu erweitern. Mit den Arbeiten für die Einrichtung der TSF wurde im März 2020 begonnen. Für rund 6,5 Millionen Euro Baukosten ging der erste Abschnitt dieser Anlage im Mai 2021 in Betrieb. Dabei handelt es sich um die 4,3 km lange Strecke zwischen den Anschlussstellen Ludwigsburg-Süd und Stuttgart-Zuffenhausen. Der Standstreifen kann bei erhöhtem Verkehrsaufkommen in beiden Fahrtrichtungen als reguläre Fahrspur geöffnet werden, sodass effektiv vier Fahrstreifen pro Richtung dem Verkehr zur Verfügung stehen. Dies wird auch mittels Wechselwegweisern (Prismenwender) angezeigt, wobei die beiden linken Spuren für LKWs gesperrt werden. Die Anlage ist die zweite ihrer Art in Baden-Württemberg, nach der 2013 in Betrieb genommenen an der BAB 8 zwischen dem Kreuz Stuttgart und Stuttgart-Möhringen.
Für den Beschluss, die Anlage nach Süden bis zur nächsten Anschlussstelle Stuttgart-Feuerbach zu erweitern, wurden im August 2020 weitere 2,1 Millionen Euro durch das Bundesministerium für Verkehr und digitale Infrastruktur bereitgestellt. Die TSF zwischen Zuffenhausen und Feuerbach ging im Sommer 2021 in Betrieb, allerdings nur auf der nach Süden führenden Richtungsfahrbahn. In der Gegenrichtung wurde schon im Februar 2020 als kurzfristige Maßnahme der Standstreifen in einen durchgehenden Verflechtungsstreifen ummarkiert.
Eine Erweiterung der Seitenstreifenfreigabe um weitere 7 km zwischen den Anschlussstellen Ludwigsburg-Nord und Ludwigsburg-Süd befindet sich noch in der Planung. Das Planfeststellungsverfahren soll im Jahr 2022 eingeleitet werden.
Die Autobahnerweiterung im Bereich von Böblingen und Sindelfingen sieht eine Verkehrsbeeinflussungsanlage zwischen Kreuz Stuttgart und Böblingen Hulb vor. Diese ermöglicht die temporäre Freigabe der Standstreifen bei hohem Verkehrsaufkommen. Das Projekt ist planfestgestellt und befindet sich im Bau und soll frühestens 2026 zusammen mit der Autobahnverbreiterung und dem Lärmschutzdeckel abgeschlossen sein.

## Nicht mehr ausgeführte Planungen

### Lückenschluss Leonberg – Gärtringen
Die durchgehende Verbindung zwischen Leonberg und Gärtringen war als Teil der Strecke Stuttgart–Bodensee bereits als Ergänzungsstrecke im Reichsautobahnnetz vorgesehen. Nach dem Krieg begann ab etwa 1960 die Wiederaufnahme der Planungen durch die Regionale Planungsgemeinschaft Nordwürttemberg (RP Nordwürttemberg). Im September 1965 legte das Autobahnamt Stuttgart schließlich vier Planungsentwürfe vor. Diese unterschieden sich in ihrer Anbindung an die von Heilbronn kommende Strecke und waren durch die umliegende Topografie mit ihren Zwangspunkten beeinflusst.
- Feinautrasse: Die Autobahn sollte über das Dreieck Leonberg hinaus durchs Feinautal verlängert werden, wobei ein rund 500 m langer Tunnel den Eltinger Kopf unterqueren sollte.
- Längenbühltrasse: Der Verlauf über das Autobahndreieck hinaus sollte in einer längeren Steigung entlang der B 295 in Richtung Renningen geführt werden.
- Silberbergtrasse: Vorgesehen war eine komplett neue Strecke, die bei Ditzingen von der bestehenden Autobahn abzweigt und Leonberg westlich umgeht. Der weitere Verlauf entspricht der Längenbühltrasse
- Höfinger Trasse: Entspricht vom Verlauf her grob der Silberbergtrasse, Abzweig in Höhe der Anschlussstelle Stuttgart-Zuffenhausen und noch weiter westliche Umgehung von Leonberg.

Aufgrund der noch ausstehenden Linienbestimmung wurde die Strecke Leonberg–Gärtringen nicht in die Planung der Bodenseeautobahn aufgenommen. Der Planfeststellungsbeschluss für die Strecke Gärtringen–Singen erging am 2. Mai 1967.
Im Jahr 1969 wurde eine Neuplanung der Strecke durch die RP Württemberg-Mitte aufgenommen. Zunächst wurde eine Westumgehung von Leonberg geplant, die bereits in Pleidelsheim von der bestehenden Autobahn abzweigt und bei Rutesheim die Autobahn Karlsruhe–München kreuzt. Aufgrund von Befürchtungen, der Fernverkehr würde diese Route aufgrund der längeren Strecke nicht nehmen, wurde diese Planung eingestellt. Der baden-württembergische Innenminister Walter Krause verkündete am 25. Juli 1969 die Planungsaufnahme für die Feinautrasse. Vordringlich wird allerdings erst die B 14 zwischen Stuttgart-Vaihingen und Gärtringen behandelt, um einen Anschluss der neu zu bauenden Bodenseeautobahn an das übrige Fernstraßennetz zu gewährleisten. Das Autobahnamt Stuttgart befürwortet jedoch die Längenbühltrasse.
Die Planung der Feinau- und Längenbühltrasse stieß in der Stadt Leonberg auf starke Ablehnung. Diese bestand auf den Bau der westlichen Umgehungsautobahn und die Abstufung der Engelbergtrasse zur B 295. Die Nachbargemeinde Rutesheim lehnte eine Westumfahrung ab, Warmbronn bestand jedoch auf der Längenbühltrasse. Ein neuer Entwurf der Straßenbauverwaltung vom 11. November 1969 sah wieder eine Westumfahrung von Leonberg vor, die durch eine Reihe von Strohgäu-Gemeinden entlang der Trasse abgelehnt wurde. Der vorangegangene Plan des RP Württemberg-Mitte wurde durch den Leonberger Stadtrat weiter bevorzugt.
Im September 1970 entschied das baden-württembergische Innenministerium, das Autobahndreieck Leonberg in ein Autobahnkreuz umzubauen und die Längenbühltrasse zu favorisieren. Eine westliche Umfahrung Leonbergs entlang bestehender Bundesstraßen war als zusätzliche langfristige Maßnahme der RP Württemberg-Mitte geplant. Nach einer Besprechung zwischen Bundesverkehrsministerium, baden-württembergischen Innenministerium und Autobahnamt wurde im Oktober 1972 die definitive Planung der Längenbühltrasse beschlossen. Nach Einspruch der Stadt Leonberg wurden im Dezember 1972 weitere Planungen vorgelegt, unter anderem auch eine Ostumfahrung Leonbergs. Dennoch entschied sich das Bundesverkehrsministerium für die Längenbühltrasse, wobei der sechsstreifige Neubau der Engelbergtrasse mit neuem Basistunnel ebenfalls Bestandteil der Planung war. Ein Kompromiss im März 1974 mit der Stadt Leonberg beinhaltete eine Modifikation der Strecke, allerdings nicht des Knotenpunkts. Leonberg befürwortete eine Führung des Verkehrs über zwei Autobahndreiecke.
Letztlich stockten die weiteren Planungen aufgrund des Streits zwischen der Stadt Leonberg, die eine Linienführung über den Längenbühl aus Lärmschutz- und letztlich auch ökologischen Gründen ablehnte, und dem Bundesverkehrsministerium, dass dieser Trasse den Vorzug gab. Am 2. April 1985 teilte die baden-württembergische Landesregierung schließlich mit, die Planungen für die Autobahn zwischen Leonberg und Gärtringen nicht mehr zu verfolgen und stattdessen bestehende Teilstücke sechsstreifig auszubauen. Bereits im April 1980 stimmte der Leonberger Gemeinderat für den Neubau des Engelbergtunnels und den Umbau des Autobahndreiecks. Als Direktverbindung zwischen Leonberg und dem Raum westlich von Böblingen war lediglich eine zweispurige Straße als Neubau der B 464 vorgesehen.
Mit der Verlängerung der B 464 von Sindelfingen nach Renningen besteht mittlerweile eine näherungsweise entlang der geplanten Autobahntrasse führende Straßenverbindung. Diese ist größtenteils zweistreifig, mit Ausnahme der Anschlussstelle Leonberg-West und des Anschlusses an die B 295 bei Renningen jedoch höhenfrei.

### Weiterbau Singen – Konstanz

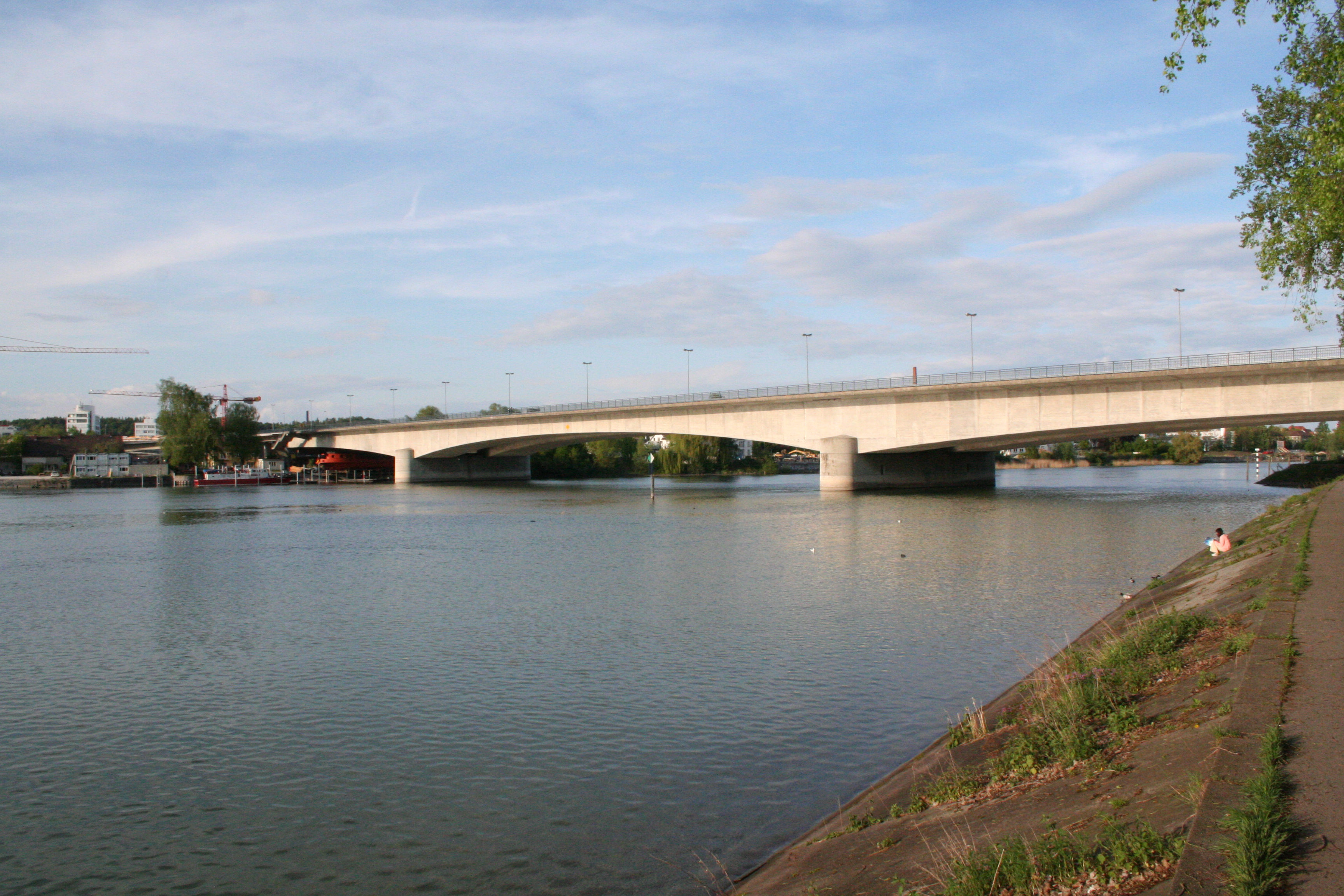
Bauvorleistung für den ehemals geplanten Weiterbau nach Konstanz: Schänzlebrücke

Die Weiterführung von Singen über Konstanz bis an die Schweizer Grenze war nach Einführung des Nummernsystems im Jahr 1975 zunächst Bestandteil der Planungen für die BAB 81. Ab 1978 war das südliche Ende der BAB 81 dann bei Bietingen am Schweizer Grenzübergang Richtung Schaffhausen geplant, die Strecke vom Autobahnkreuz Hegau (damals Autobahnkreuz Singen) wurde fortan als BAB 881 geführt.
Als bauvorbereitende Maßnahme für diese Strecke begann im August 1975 im Konstanzer Stadtgebiet der Bau einer Brücke über den Seerhein. Die Schänzlebrücke wurde am 1. Juli 1980 fertiggestellt, besaß allerdings zuerst keinen verkehrlichen Nutzen, da keine Auf- und Abfahrtsrampen existierten. Die Verbindung Singen–Konstanz wurde im selben Jahr herabgestuft und fortan als Neubau der B 33 geführt. Die Schänzlebrücke wurde am 1. Juli 1983 für den Verkehr benutzbar, nachdem am nördlichen und südlichen Ende Rampen zum nachrangigen Straßennetz erstellt wurden.
Während zwischen dem Kreuz Hegau und Allensbach die autobahnähnliche B 33 in zwei Etappen 1984 und 1990 fertiggestellt wurde, besteht zwischen Allensbach und Konstanz bis heute eine Baulücke. Der Verkehr wird hier über die alte B 33 geleitet. Zwischen der Schänzlebrücke und dem Grenzübergang Tägermoos der Schweizer Autobahn 7 wurde Anfang der 2000er Jahre eine vierstreifige, allerdings nicht kreuzungsfreie Verbindung eingerichtet. Die Anbindung des nördlichen Endes der Schänzlebrücke auf die B 33 wurde 2007 fertiggestellt, seitdem ist die Brücke mit zwei Richtungsfahrbahnen benutzbar.

### Weiterbau Gottmadingen – Schweizer Grenze
Obwohl die Verlängerung der A 81 im Bundesverkehrswegeplan 2003 nicht enthalten war, wurden Trassenuntersuchungen für eine Verbindung der A 81 zur N4 bei Schaffhausen im Jahre 2007 in der betroffenen Gemeinde vorgelegt. In der Anmeldung des Landes Baden-Württemberg vom November 2013 für den neuen Bundesverkehrswegeplan 2030 war das Projekt jedoch nicht enthalten. Ein Weiterbau wurde dementsprechend auch nach dem Bundesverkehrswegeplan 2030 und dem Fernstraßenausbaugesetz von 2016 nicht vorgesehen.

## Besonderheiten

### Kilometrierung
Die Kilometrierung der A 81 bezieht sich auf die Entfernung zum Autobahndreieck Potsdam am Berliner Ring. Für die genaue Kilometrierung wurde die Entfernung des Weinsberger Kreuzes vom Autobahndreieck Potsdam über die A 9 und A 6 festgesetzt und davon ausgehend die Kilometrierung nach Süden fortgesetzt und nach Norden rückwärts weitergeführt.

### Testfahrten
Insgesamt gehört der Abschnitt Würzburg–Heilbronn mit durchschnittlich unter 35.000 Fahrzeugen pro Tag im Jahr 2010 zu den am wenigsten frequentierten Autobahnabschnitten in Baden-Württemberg. Dieser Umstand ermöglicht es, die Strecke auch für Testfahrten getarnter „Erlkönige“ der in der Nähe angesiedelten Automobilhersteller Porsche, Mercedes-Benz und Audi bzw. deren Ableger Mercedes-AMG und Audi Sport GmbH zu nutzen.

### Behelfsflugplätze
Zwischen den Anschlussstellen Osterburken und Möckmühl (nördlich von Heilbronn, Länge: 3000 m) 49° 22′ N, 9° 26′ O und zwischen den Anschlussstellen Oberndorf und Rottweil (Länge: 3000 m) 48° 15′ N, 8° 39′ O (aufgesetzte Betonleitplanken) waren bzw. sind Autobahn-Behelfsflugplätze eingerichtet.

### Nach links abzweigende Autobahnausfahrt

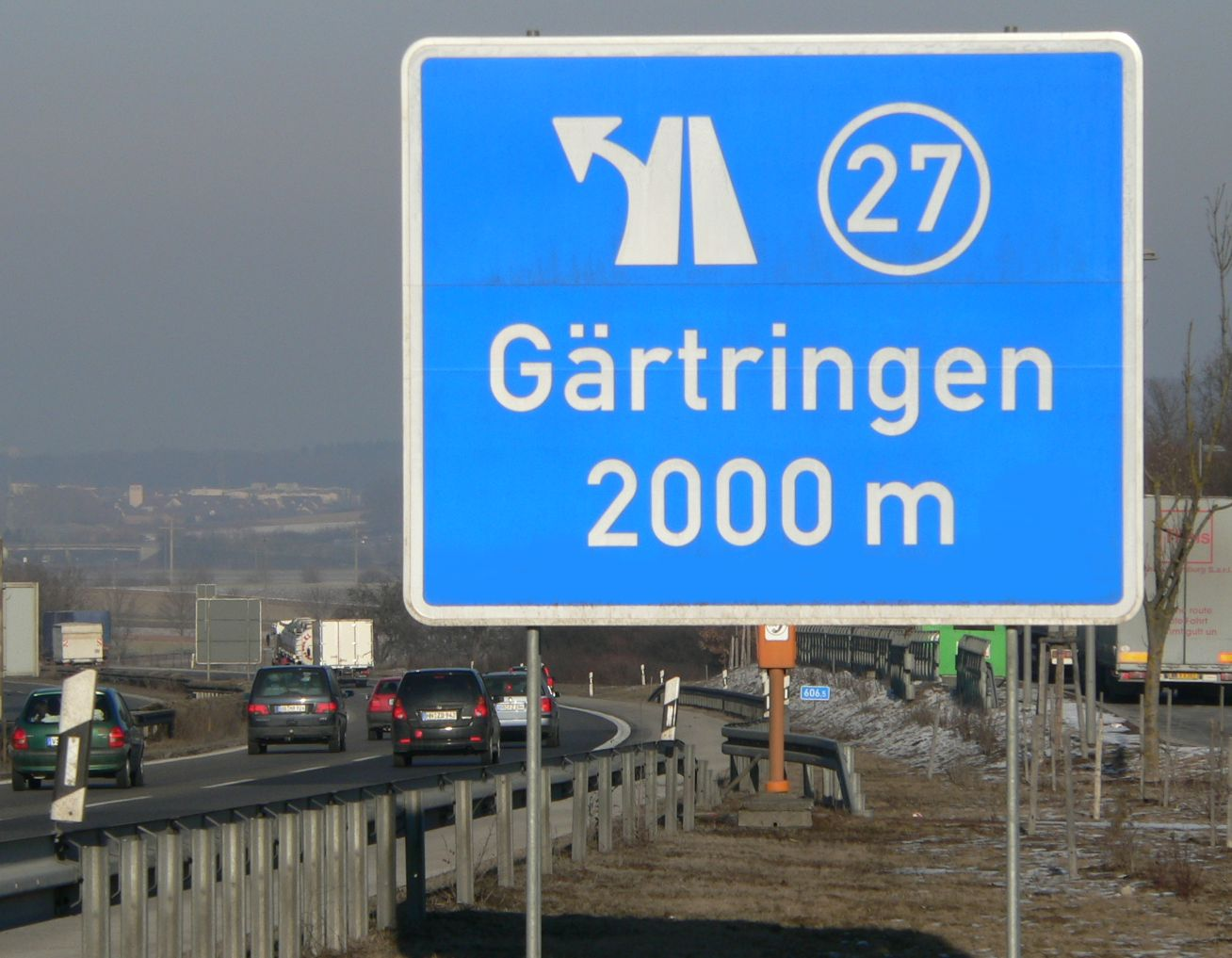
Ausfahrt nach links

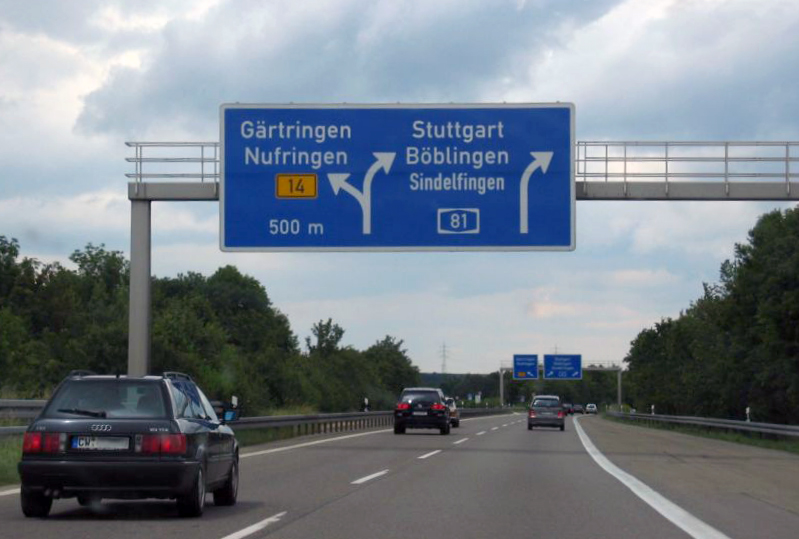
Schilderbrücken vor der Ausfahrt Gärtringen: Eigentlich war die heutige Ausfahrt als Teil der Weiterführung der BAB 81 bis Leonberg vorgesehen, deren Planung jedoch verworfen wurde.

Die Anschlussstelle Gärtringen weist von Süden her kommend eine Ausfahrt nach links auf. Diese ungewöhnliche Anordnung hat ihren Ursprung aus der Zeit, als die BAB 81 von Leonberg nach Herrenberg weitergeführt werden sollte. Mitte der 1970er Jahre baute man zum Anschluss der von Böblingen her kommenden B 14 bzw. BAB 831 bereits ein komplettes Autobahnkreuz in Kleeblatt-Anordnung, allerdings mit zweispurigen Direktrampen von und in Richtung Singen. Nachdem man die Pläne aufgab, markierte man die Richtungsfahrbahnen im Bereich des Knotenpunkts um und führte die durchgehenden Fahrstreifen auf die Überleitungen in Richtung Stuttgart bzw. Böblingen – diese Strecke wurde der BAB 81 zugeschlagen.
Zwar existieren in einigen Knotenpunkten des deutschen Autobahnnetzes Ausfahrten nach links (z. B. Kreuz Neuss-West), Gärtringen ist hingegen die einzige Anschlussstelle, bei der dies auch durch ein Symbol auf dem Vorwegweiser angekündigt wird (siehe Bild).

### Illegale Autorennen
Nachdem auf dem südlichen Abschnitt in der Nähe der Schweiz in verstärktem Maße illegale Autorennen gefahren wurden, beschloss die baden-württembergische Landesregierung nach einer kontrovers geführten Debatte Anfang November 2017, auf dem besonders betroffenen Abschnitt zwischen Engen und Geisingen eine Geschwindigkeitsbegrenzung von 130 km/h einzuführen. Die Autorennen werden meist von Autofahrern aus der nahen Schweiz veranstaltet, die wegen des dort geltenden Tempolimits und hohen Strafen für zu schnelles Fahren und Autorennen nach Deutschland ausweichen.